# Lista de seleções participantes no Campeonato Europeu de Futebol de 2008
O Campeonato Europeu de Futebol de 2008 foi disputado na Áustria e Suíça por 16 seleções de futebol.
As listas foram sendo apresentadas até ao dia 28 de Maio de 2008. Cada uma das 16 seleções teve o direito de alistar 23 jogadores. Cada jogador envergou o mesmo número na camisola durante todos os jogos do torneio.
A fase final do torneio foi disputada entre 7 e 29 de Junho de 2008.

## Seleções
As seleções participantes no torneio são:
(por ordem alfabética)
| Alemanha | França        | Polónia  | Rússia  |
| Áustria  | Grécia        | Portugal | Suécia  |
| Croácia  | Itália        | Tchéquia | Suíça   |
| Espanha  | Países Baixos | Romênia  | Turquia |

As listas de jogadores convocados por cada uma das selecções deverá ser divulgada oficialmente até 1 de Junho de 2008.

### Alemanha
Treinador: Joachim Löw
A lista dos jogadores convocados foi divulgada a 28 de Maio de 2008.
| - Nome: Federação Alemã de Futebol - Fundação: 1900 - Afiliação à FIFA: 1904 - Confederação: UEFA (desde 1954) | 9ª participação (9 consecutivas) | 9ª participação (9 consecutivas) | 9ª participação (9 consecutivas) | 9ª participação (9 consecutivas) |    |    |     |       |
| - Nome: Federação Alemã de Futebol - Fundação: 1900 - Afiliação à FIFA: 1904 - Confederação: UEFA (desde 1954) | 1960 | Não participou                   | 1988                             | 4º Lugar                         |    |    |     |       |
| - Nome: Federação Alemã de Futebol - Fundação: 1900 - Afiliação à FIFA: 1904 - Confederação: UEFA (desde 1954) | 1964 | Não participou                   | 1992                             | 2º lugar                         |    |    |     |       |
| - Nome: Federação Alemã de Futebol - Fundação: 1900 - Afiliação à FIFA: 1904 - Confederação: UEFA (desde 1954) | 1968 | Não participou                   | 1996                             | Campeão                          |    |    |     |       |
| - Nome: Federação Alemã de Futebol - Fundação: 1900 - Afiliação à FIFA: 1904 - Confederação: UEFA (desde 1954) | 1972 | Campeão                          | 2000                             | Primeira Fase                    |    |    |     |       |
| Classificação                                                                                                  | 1976 | 2º lugar                         | 2004                             | Primeira Fase                    |    |    |     |       |
| !1980 | Campeão |                                  |                                  |                                  |    |    |     |       |
| !1980 | 1984 | Primeira Fase                    |                                  |                                  |    |    |     |       |
| !1980 | |                                  |                                  |                                  |    |    |     |       |
| !1980 | |                                  |                                  |                                  |    |    |     |       |
| !1980 | \| Pts \| J \| V \| E \| D \| GF \| GC \| SG \| Aprov \| \| --- \| -- \| -- \| - \| - \| -- \| -- \| --- \| ----- \| \| 49 \| 31 \| 18 \| 6 \| 7 \| 47 \| 29 \| +18 \| 63,0% \| |                                  |                                  |                                  |    |    |     |       |
| Ranking FIFA (Março-2008): 5º lugar                                                                            | |                                  |                                  |                                  |    |    |     |       |
| Pts | J | V                                | E                                | D                                | GF | GC | SG  | Aprov |
| 49 | 31 | 18                               | 6                                | 7                                | 47 | 29 | +18 | 63,0% |

| Pts | J  | V  | E | D | GF | GC | SG  | Aprov |
| --- | -- | -- | - | - | -- | -- | --- | ----- |
| 49  | 31 | 18 | 6 | 7 | 47 | 29 | +18 | 63,0% |

| Camisa da equipe | Camisa da equipe | Camisa da equipe |
| Shorts da equipe |                  |                  |
| Meiões da equipe |                  |                  |
|                  |                  |                  |
| Oficial          |                  |                  |

| Camisa da equipe | Camisa da equipe | Camisa da equipe |
| Shorts da equipe |                  |                  |
| Meiões da equipe |                  |                  |
|                  |                  |                  |
| Alternativo      |                  |                  |

| #  | Nome | Posição                | Idade                             | Internac. | Clube                    |
| -- | ---- | ---------------------- | --------------------------------- | --------- | ------------------------ |
| 1  | GR   | Jens Lehmann           | 10 de novembro de 1969 (55 anos)  | 53 (0)    | Arsenal                  |
| 2  | DF   | Marcell Jansen         | 4 de novembro de 1985 (39 anos)   | 21 (1)    | FC Bayern München        |
| 3  | DF   | Arne Friedrich         | 29 de maio de 1979 (45 anos)      | 56 (0)    | Hertha BSC               |
| 4  | DF   | Clemens Fritz          | 7 de dezembro de 1980 (44 anos)   | 12 (2)    | Werder Bremen            |
| 5  | DF   | Heiko Westermann       | 14 de agosto de 1983 (41 anos)    | 2 (0)     | Schalke 04               |
| 6  | MF   | Simon Rolfes           | 21 de janeiro de 1982 (43 anos)   | 9 (0)     | Bayer Leverkusen         |
| 7  | MF   | Bastian Schweinsteiger | 1 de agosto de 1984 (40 anos)     | 35 (9)    | FC Bayern München        |
| 8  | MF   | Torsten Frings         | 22 de novembro de 1976 (48 anos)  | 70 (10)   | Werder Bremen            |
| 9  | AV   | Mario Gómez            | 10 de julho de 1985 (39 anos)     | 9 (6)     | Stuttgart                |
| 10 | AV   | Oliver Neuville        | 1 de maio de 1973 (51 anos)       | 66 (9)    | Borussia Mönchengladbach |
| 11 | AV   | Miroslav Klose         | 9 de junho de 1978 (46 anos)      | 74 (38)   | FC Bayern München        |
| 12 | GR   | Robert Enke            | 24 de agosto de 1977 (47 anos)    | 1 (0)     | Hannover 96              |
| 13 | MF   | Michael Ballack        | 26 de setembro de 1976 (48 anos)  | 79 (35)   | Chelsea                  |
| 14 | MF   | Piotr Trochowski       | 22 de março de 1984 (41 anos)     | 11 (0)    | Hamburg                  |
| 15 | MF   | Thomas Hitzlsperger    | 5 de abril de 1982 (42 anos)      | 32 (5)    | Stuttgart                |
| 16 | DF   | Philipp Lahm           | 11 de novembro de 1983 (41 anos)  | 39 (1)    | FC Bayern München        |
| 17 | DF   | Per Mertesacker        | 29 de setembro de 1984 (40 anos)  | 41 (1)    | Werder Bremen            |
| 18 | MF   | Tim Borowski           | 2 de maio de 1980 (44 anos)       | 31 (2)    | Werder Bremen            |
| 19 | MF   | David Odonkor          | 21 de fevereiro de 1984 (41 anos) | 13 (1)    | Real Betis               |
| 20 | AV   | Lukas Podolski         | 4 de junho de 1985 (39 anos)      | 46 (25)   | FC Bayern München        |
| 21 | DF   | Christoph Metzelder    | 5 de novembro de 1980 (44 anos)   | 39 (0)    | Real Madrid              |
| 22 | AV   | Kevin Kurányi          | 2 de março de 1982 (43 anos)      | 46 (19)   | Schalke 04               |
| 23 | GR   | René Adler             | 15 de janeiro de 1985 (40 anos)   | 0 (0)     | Bayer Leverkusen         |

### Áustria
Treinador:  Josef Hickersberger
A lista dos jogadores convocados foi divulgada a 28 de Maio de 2008.
| - Nome: Federação Austríaca de Futebol - Fundação: 1904 - Afiliação à FIFA: 1905 - Confederação: UEFA (desde 1954) |                 |   |   |   |    |    |    |       |
| |                 |   |   |   |    |    |    |       |
| | 1ª participação |   |   |   |    |    |    |       |
| |                 |   |   |   |    |    |    |       |
| |                 |   |   |   |    |    |    |       |
| Classificação |                 |   |   |   |    |    |    |       |
| Clasificado por direito de organizador                                                                             |                 |   |   |   |    |    |    |       |
| |                 |   |   |   |    |    |    |       |
| |                 |   |   |   |    |    |    |       |
| |                 |   |   |   |    |    |    |       |
| \| \| |                 |   |   |   |    |    |    |       |
| Ranking FIFA (Março-2008): 88º lugar                                                                               |                 |   |   |   |    |    |    |       |
| Pts | J               | V | E | D | GF | GC | SG | Aprov |
| |                 |   |   |   |    |    |    |       |

|  |

| Camisa da equipe | Camisa da equipe | Camisa da equipe |
| Shorts da equipe |                  |                  |
| Meiões da equipe |                  |                  |
|                  |                  |                  |
| Oficial          |                  |                  |

| Camisa da equipe | Camisa da equipe | Camisa da equipe |
| Shorts da equipe |                  |                  |
| Meiões da equipe |                  |                  |
|                  |                  |                  |
| Alternativo      |                  |                  |

| #  | Nome | Posição            | Idade                             | Internac. | Clube             |
| -- | ---- | ------------------ | --------------------------------- | --------- | ----------------- |
| 1  | GR   | Alex Manninger     | 4 de junho de 1977 (47 anos)      |           | Siena             |
| 2  | MF   | Joachim Standfest  | 30 de maio de 1980 (44 anos)      |           | Austria Wien      |
| 3  | DF   | Martin Stranzl     | 16 de junho de 1980 (44 anos)     |           | Spartak Moscow    |
| 4  | DF   | Emanuel Pogatetz   | 16 de janeiro de 1983 (42 anos)   |           | Middlesbrough     |
| 5  | MF   | Christian Fuchs    | 7 de abril de 1986 (38 anos)      |           | Mattersburg       |
| 6  | MF   | René Aufhauser     | 21 de junho de 1976 (48 anos)     |           | Red Bull Salzburg |
| 7  | MF   | Ivica Vastić       | 29 de setembro de 1969 (55 anos)  |           | LASK Linz         |
| 8  | MF   | Christoph Leitgeb  | 14 de abril de 1985 (39 anos)     |           | Red Bull Salzburg |
| 9  | AV   | Roland Linz        | 9 de agosto de 1981 (43 anos)     |           | Braga             |
| 10 | MF   | Andreas Ivanschitz | 15 de outubro de 1983 (41 anos)   |           | Red Bull Salzburg |
| 11 | MF   | Ümit Korkmaz       | 17 de setembro de 1985 (39 anos)  |           | Rapid Wien        |
| 12 | DF   | Ronald Gërçaliu    | 12 de fevereiro de 1986 (39 anos) |           | Red Bull Salzburg |
| 13 | DF   | Markus Katzer      | 11 de dezembro de 1979 (45 anos)  |           | Rapid Wien        |
| 14 | DF   | György Garics      | 8 de março de 1984 (41 anos)      |           | Napoli            |
| 15 | DF   | Sebastian Prödl    | 21 de junho de 1987 (37 anos)     |           | Sturm Graz        |
| 16 | DF   | Jürgen Patocka     | 30 de julho de 1977 (47 anos)     |           | Rapid Wien        |
| 17 | DF   | Martin Hiden       | 11 de março de 1973 (52 anos)     |           | Rapid Wien        |
| 18 | AV   | Roman Kienast      | 29 de março de 1984 (40 anos)     |           | HamKam            |
| 19 | MF   | Jürgen Säumel      | 8 de setembro de 1984 (40 anos)   |           | Sturm Graz        |
| 20 | AV   | Martin Harnik      | 10 de junho de 1987 (37 anos)     |           | Werder Bremen     |
| 21 | GR   | Jürgen Macho       | 24 de agosto de 1977 (47 anos)    |           | AEK Atenas        |
| 22 | AV   | Erwin Hoffer       | 14 de abril de 1987 (37 anos)     |           | Rapid Wien        |
| 23 | GR   | Ramazan Özcan      | 28 de junho de 1984 (40 anos)     |           | Red Bull Salzburg |

### Croácia
A lista de jogadores convocados para o torneio foi divulgada a 5 de Maio, pelo treinador Slaven Bilić.
| - Nome: Federação Croata de Futebol - Fundação: 1912 - Afiliação à FIFA: 1992 - Confederação: UEFA (desde 1992) | 3ª participação (2 consecutivas) | 3ª participação (2 consecutivas) | 3ª participação (2 consecutivas) | 3ª participação (2 consecutivas) |    |    |    |       |
| - Nome: Federação Croata de Futebol - Fundação: 1912 - Afiliação à FIFA: 1992 - Confederação: UEFA (desde 1992) | 1960                             | Não participou                   | 1988                             | Não participou                   |    |    |    |       |
| - Nome: Federação Croata de Futebol - Fundação: 1912 - Afiliação à FIFA: 1992 - Confederação: UEFA (desde 1992) | 1964                             | Não participou                   | 1992                             | Não participou                   |    |    |    |       |
| - Nome: Federação Croata de Futebol - Fundação: 1912 - Afiliação à FIFA: 1992 - Confederação: UEFA (desde 1992) | 1968                             | Não participou                   | 1996                             | Quartos-final                    |    |    |    |       |
| - Nome: Federação Croata de Futebol - Fundação: 1912 - Afiliação à FIFA: 1992 - Confederação: UEFA (desde 1992) | 1972                             | Não participou                   | 2000                             | Não participou                   |    |    |    |       |
| Classificação                                                                                                   | 1976                             | Não participou                   | 2004                             | Primeira Fase                    |    |    |    |       |
| !1980 | Não participou                   |                                  |                                  |                                  |    |    |    |       |
| !1980 | 1984                             | Não participou                   |                                  |                                  |    |    |    |       |
| !1980 |                                  |                                  |                                  |                                  |    |    |    |       |
| !1980 |                                  |                                  |                                  |                                  |    |    |    |       |
| !1980 | \| \|                            |                                  |                                  |                                  |    |    |    |       |
| Ranking FIFA (Março-2008): 12º lugar                                                                            |                                  |                                  |                                  |                                  |    |    |    |       |
| Pts | J                                | V                                | E                                | D                                | GF | GC | SG | Aprov |
| |                                  |                                  |                                  |                                  |    |    |    |       |

|  |

| Camisa da equipe | Camisa da equipe | Camisa da equipe |
| Shorts da equipe |                  |                  |
| Meiões da equipe |                  |                  |
|                  |                  |                  |
| Oficial          |                  |                  |

| Camisa da equipe | Camisa da equipe | Camisa da equipe |
| Shorts da equipe |                  |                  |
| Meiões da equipe |                  |                  |
|                  |                  |                  |
| Alternativo      |                  |                  |

| # | Nome             | Posição | Idade                             | Internac. | Clube             |
| - | ---------------- | ------- | --------------------------------- | --------- | ----------------- |
|   | Mario Galinović  | GR      | 11 de março de 1976 (48 anos)     |           | Panathinaikos     |
|   | Stipe Pletikosa  | GR      | 8 de janeiro de 1979 (46 anos)    |           | Spartak Moscow    |
|   | Vedran Runje     | GR      | 10 de fevereiro de 1976 (49 anos) |           | RC Lens           |
|   | Vedran Ćorluka   | DF      | 5 de fevereiro de 1986 (39 anos)  |           | Manchester City   |
|   | Dario Knežević   | DF      | 20 de abril de 1982 (42 anos)     |           | Livorno           |
|   | Robert Kovač     | DF      | 6 de abril de 1974 (50 anos)      |           | Borussia Dortmund |
|   | Dario Šimić      | DF      | 12 de novembro de 1975 (49 anos)  |           | A.C. Milan        |
|   | Josip Šimunić    | DF      | 18 de fevereiro de 1978 (47 anos) |           | Hertha BSC        |
|   | Hrvoje Vejić     | DF      | 8 de junho de 1977 (47 anos)      |           | Tom Tomsk         |
|   | Niko Kovač       | MC      | 15 de outubro de 1971 (53 anos)   |           | Salzburg          |
|   | Niko Kranjčar    | MC      | 13 de agosto de 1984 (40 anos)    |           | Portsmouth        |
|   | Jerko Leko       | MC      | 9 de abril de 1980 (44 anos)      |           | AS Monaco         |
|   | Luka Modrić      | MC      | 9 de setembro de 1985 (39 anos)   |           | Dinamo Zagreb     |
|   | Nikola Pokrivač  | MC      | 26 de novembro de 1985 (39 anos)  |           | AS Monaco         |
|   | Danijel Pranjić  | MC      | 2 de dezembro de 1981 (43 anos)   |           | Heerenveen        |
|   | Ivan Rakitić     | MC      | 10 de março de 1988 (37 anos)     |           | Schalke 04        |
|   | Darijo Srna      | MC      | 1 de maio de 1982 (42 anos)       |           | Shakhtar Donetsk  |
|   | Ognjen Vukojević | MC      | 20 de dezembro de 1983 (41 anos)  |           | Dínamo de Kiev    |
|   | Igor Budan       | AV      | 22 de abril de 1980 (44 anos)     |           | Parma             |
|   | Nikola Kalinić   | AV      | 5 de janeiro de 1988 (37 anos)    |           | Hajduk Split      |
|   | Ivan Klasnić     | AV      | 29 de janeiro de 1980 (45 anos)   |           | Werder Bremen     |
|   | Ivica Olić       | AV      | 14 de setembro de 1979 (45 anos)  |           | Hamburg           |
|   | Mladen Petrić    | AV      | 1 de janeiro de 1981 (44 anos)    |           | Borussia Dortmund |

### Espanha
Treinador:  Luis Aragonés
A lista de jogadores convocados foi divulgada a 17 de Maio de 2008.
| - Nome: Real Federação Espanhola de Futebol - Fundação: 1909 - Afiliação à FIFA: 1913 - Confederação: UEFA (desde 1954) | 9ª participação (4 consecutivas) | 9ª participação (4 consecutivas) | 9ª participação (4 consecutivas) | 9ª participação (4 consecutivas) |    |    |    |       |
| - Nome: Real Federação Espanhola de Futebol - Fundação: 1909 - Afiliação à FIFA: 1913 - Confederação: UEFA (desde 1954) | 1960                             | Oitavos-final                    | 1988                             | Primeira Fase                    |    |    |    |       |
| - Nome: Real Federação Espanhola de Futebol - Fundação: 1909 - Afiliação à FIFA: 1913 - Confederação: UEFA (desde 1954) | 1964                             | Campeão                          | 1992                             | Não participou                   |    |    |    |       |
| - Nome: Real Federação Espanhola de Futebol - Fundação: 1909 - Afiliação à FIFA: 1913 - Confederação: UEFA (desde 1954) | 1968                             | Não participou                   | 1996                             | Quartos-final                    |    |    |    |       |
| - Nome: Real Federação Espanhola de Futebol - Fundação: 1909 - Afiliação à FIFA: 1913 - Confederação: UEFA (desde 1954) | 1972                             | Não participou                   | 2000                             | Quartos-final                    |    |    |    |       |
| Classificação | 1976                             | Não participou                   | 2004                             | Primeira Fase                    |    |    |    |       |
| !1980 | Primeira Fase                    |                                  |                                  |                                  |    |    |    |       |
| !1980 | 1984                             | 2º lugar                         |                                  |                                  |    |    |    |       |
| !1980 |                                  |                                  |                                  |                                  |    |    |    |       |
| !1980 |                                  |                                  |                                  |                                  |    |    |    |       |
| !1980 | \| \|                            |                                  |                                  |                                  |    |    |    |       |
| Ranking FIFA (Março-2008): 4º lugar                                                                                     |                                  |                                  |                                  |                                  |    |    |    |       |
| Pts | J                                | V                                | E                                | D                                | GF | GC | SG | Aprov |
| |                                  |                                  |                                  |                                  |    |    |    |       |

|  |

| Camisa da equipe | Camisa da equipe | Camisa da equipe |
| Shorts da equipe |                  |                  |
| Meiões da equipe |                  |                  |
|                  |                  |                  |
| Oficial          |                  |                  |

| Camisa da equipe | Camisa da equipe | Camisa da equipe |
| Shorts da equipe |                  |                  |
| Meiões da equipe |                  |                  |
|                  |                  |                  |
| Alternativo      |                  |                  |

| # | Nome              | Posição | Idade                            | Internac. | Clube         |
| - | ----------------- | ------- | -------------------------------- | --------- | ------------- |
|   | Iker Casillas     | GR      | 20 de maio de 1981 (43 anos)     | 75 (0)    | Real Madrid   |
|   | Andrés Palop      | GR      | 22 de outubro de 1973 (51 anos)  | 0 (0)     | Sevilla       |
|   | José Manuel Reina | GR      | 31 de agosto de 1982 (42 anos)   | 9 (0)     | Liverpool     |
|   | Raúl Albiol       | DF      | 4 de setembro de 1985 (39 anos)  | 2 (0)     | Valencia      |
|   | Álvaro Arbeloa    | DF      | 11 de janeiro de 1983 (42 anos)  | 1 (0)     | Liverpool     |
|   | Joan Capdevila    | DF      | 3 de fevereiro de 1978 (47 anos) | 14 (2)    | Villarreal    |
|   | Juanito           | DF      | 23 de julho de 1976 (48 anos)    | 20 (2)    | Real Betis    |
|   | Carlos Marchena   | DF      | 31 de julho de 1979 (45 anos)    | 28 (1)    | Valencia      |
|   | Fernando Navarro  | DF      | 25 de junho de 1982 (42 anos)    | 0 (0)     | Mallorca      |
|   | Carles Puyol      | DF      | 13 de abril de 1978 (46 anos)    | 58 (1)    | Barcelona     |
|   | Sergio Ramos      | DF      | 30 de março de 1986 (38 anos)    | 31 (4)    | Real Madrid   |
|   | Xabi Alonso       | MF      | 25 de novembro de 1981 (43 anos) | 40 (1)    | Liverpool     |
|   | Santi Cazorla     | MF      | 13 de dezembro de 1984 (40 anos) | 0 (0)     | Villarreal    |
|   | Rubén de la Red   | MF      | 5 de junho de 1985 (39 anos)     | 0 (0)     | Getafe        |
|   | Cesc Fàbregas     | MF      | 4 de maio de 1987 (37 anos)      | 23 (0)    | Arsenal       |
|   | Andrés Iniesta    | MF      | 11 de maio de 1984 (40 anos)     | 22 (4)    | Barcelona     |
|   | Marcos Senna      | MF      | 17 de julho de 1976 (48 anos)    | 7 (0)     | Villarreal    |
|   | David Silva       | MF      | 8 de janeiro de 1986 (39 anos)   | 11 (2)    | Valencia      |
|   | Xavi              | MF      | 25 de janeiro de 1980 (45 anos)  | 55 (6)    | Barcelona     |
|   | Sergio García     | AV      | 9 de junho de 1983 (41 anos)     | 0 (0)     | Real Zaragoza |
|   | Dani Güiza        | AV      | 17 de agosto de 1980 (44 anos)   | 2 (0)     | Mallorca      |
|   | Fernando Torres   | AV      | 20 de março de 1984 (41 anos)    | 46 (15)   | Liverpool     |
|   | David Villa       | AV      | 3 de dezembro de 1981 (43 anos)  | 30 (13)   | Valencia      |

### França
Treinador:  Raymond Domenech
A lista de jogadores convocados foi divulgada a 28 de Maio de 2008.
| - Nome: Federação Francesa de Futebol - Fundação: 1919 - Afiliação à FIFA: 1904 - Confederação: UEFA (desde 1954) | 7ª participação (5 consecutivas) | 7ª participação (5 consecutivas) | 7ª participação (5 consecutivas) | 7ª participação (5 consecutivas) |    |    |    |       |
| - Nome: Federação Francesa de Futebol - Fundação: 1919 - Afiliação à FIFA: 1904 - Confederação: UEFA (desde 1954) | 1960                             | 4º lugar                         | 1988                             | Não participou                   |    |    |    |       |
| - Nome: Federação Francesa de Futebol - Fundação: 1919 - Afiliação à FIFA: 1904 - Confederação: UEFA (desde 1954) | 1964                             | Não participou                   | 1992                             | Primeira Fase                    |    |    |    |       |
| - Nome: Federação Francesa de Futebol - Fundação: 1919 - Afiliação à FIFA: 1904 - Confederação: UEFA (desde 1954) | 1968                             | Não participou                   | 1996                             | Semifinal                        |    |    |    |       |
| - Nome: Federação Francesa de Futebol - Fundação: 1919 - Afiliação à FIFA: 1904 - Confederação: UEFA (desde 1954) | 1972                             | Não participou                   | 2000                             | Campeão                          |    |    |    |       |
| Classificação | 1976                             | Não participou                   | 2004                             | Quartos-final                    |    |    |    |       |
| !1980 | Não participou                   |                                  |                                  |                                  |    |    |    |       |
| !1980 | 1984                             | Campeão                          |                                  |                                  |    |    |    |       |
| !1980 |                                  |                                  |                                  |                                  |    |    |    |       |
| !1980 |                                  |                                  |                                  |                                  |    |    |    |       |
| !1980 | \| \|                            |                                  |                                  |                                  |    |    |    |       |
| Ranking FIFA (Março-2008): 7º lugar                                                                               |                                  |                                  |                                  |                                  |    |    |    |       |
| Pts | J                                | V                                | E                                | D                                | GF | GC | SG | Aprov |
| |                                  |                                  |                                  |                                  |    |    |    |       |

|  |

| Camisa da equipe | Camisa da equipe | Camisa da equipe |
| Shorts da equipe |                  |                  |
| Meiões da equipe |                  |                  |
|                  |                  |                  |
| Oficial          |                  |                  |

| Camisa da equipe | Camisa da equipe | Camisa da equipe |
| Shorts da equipe |                  |                  |
| Meiões da equipe |                  |                  |
|                  |                  |                  |
| Alternativo      |                  |                  |

| # | Nome | Posição             | Idade                             | Internac. | Clube             |
| - | ---- | ------------------- | --------------------------------- | --------- | ----------------- |
|   | GR   | Grégory Coupet      | 31 de dezembro de 1972 (52 anos)  | 28 (0)    | Lyon              |
|   | GR   | Sébastien Frey      | 18 de março de 1980 (45 anos)     | 1 (0)     | Fiorentina        |
|   | GR   | Steve Mandanda      | 28 de março de 1985 (39 anos)     | 0 (0)     | Marseille         |
|   | DF   | Éric Abidal         | 11 de julho de 1979 (45 anos)     | 32 (0)    | Barcelona         |
|   | DF   | Jean-Alain Boumsong | 28 de dezembro de 1979 (45 anos)  | 22 (1)    | Lyon              |
|   | DF   | François Clerc      | 18 de abril de 1983 (41 anos)     | 9 (0)     | Lyon              |
|   | DF   | Patrice Evra        | 15 de maio de 1981 (43 anos)      | 9 (0)     | Manchester United |
|   | DF   | William Gallas      | 17 de agosto de 1977 (47 anos)    | 60 (2)    | Arsenal           |
|   | DF   | Sébastien Squillaci | 11 de agosto de 1980 (44 anos)    | 12 (0)    | Lyon              |
|   | DF   | Willy Sagnol        | 18 de março de 1977 (48 anos)     | 54 (0)    | FC Bayern München |
|   | DF   | Lilian Thuram       | 1 de janeiro de 1972 (53 anos)    | 138 (2)   | Barcelona         |
|   | MF   | Lassana Diarra      | 10 de março de 1985 (40 anos)     | 10 (0)    | Portsmouth        |
|   | MF   | Sidney Govou        | 27 de julho de 1979 (45 anos)     | 30 (7)    | Lyon              |
|   | MF   | Claude Makélélé     | 18 de fevereiro de 1973 (52 anos) | 65 (0)    | Chelsea           |
|   | MF   | Florent Malouda     | 13 de junho de 1980 (44 anos)     | 35 (3)    | Chelsea           |
|   | MF   | Samir Nasri         | 20 de junho de 1987 (37 anos)     | 7 (2)     | Marseille         |
|   | MF   | Franck Ribéry       | 1 de abril de 1983 (41 anos)      | 24 (2)    | FC Bayern München |
|   | MF   | Jérémy Toulalan     | 10 de setembro de 1983 (41 anos)  | 10 (0)    | Lyon              |
|   | MF   | Patrick Vieira      | 23 de junho de 1976 (48 anos)     | 105 (6)   | Internazionale    |
|   | AV   | Nicolas Anelka      | 14 de março de 1979 (46 anos)     | 44 (11)   | Chelsea           |
|   | AV   | Karim Benzema       | 19 de dezembro de 1987 (37 anos)  | 9 (3)     | Lyon              |
|   | AV   | Bafétimbi Gomis     | 8 de junho de 1985 (39 anos)      | 0 (0)     | Saint-Étienne     |
|   | AV   | Thierry Henry       | 17 de agosto de 1977 (47 anos)    | 98 (44)   | Barcelona         |

| - Nome: Federação Helênica de Futebol - Fundação: 1926 - Afiliação à FIFA: 1927 - Confederação: UEFA (desde 1954) | 3ª participação (2 consecutivas) | 3ª participação (2 consecutivas) | 3ª participação (2 consecutivas) | 3ª participação (2 consecutivas) |    |    |    |       |
| - Nome: Federação Helênica de Futebol - Fundação: 1926 - Afiliação à FIFA: 1927 - Confederação: UEFA (desde 1954) | 1960                             | Não participou                   | 1988                             | Não participou                   |    |    |    |       |
| - Nome: Federação Helênica de Futebol - Fundação: 1926 - Afiliação à FIFA: 1927 - Confederação: UEFA (desde 1954) | 1964                             | Não participou                   | 1992                             | Não participou                   |    |    |    |       |
| - Nome: Federação Helênica de Futebol - Fundação: 1926 - Afiliação à FIFA: 1927 - Confederação: UEFA (desde 1954) | 1968                             | Não participou                   | 1996                             | Não participou                   |    |    |    |       |
| - Nome: Federação Helênica de Futebol - Fundação: 1926 - Afiliação à FIFA: 1927 - Confederação: UEFA (desde 1954) | 1972                             | Não participou                   | 2000                             | Não participou                   |    |    |    |       |
| Classificação | 1976                             | Não participou                   | 2004                             | Campeão                          |    |    |    |       |
| !1980 | Primeira Fase                    |                                  |                                  |                                  |    |    |    |       |
| !1980 | 1984                             | Não participou                   |                                  |                                  |    |    |    |       |
| !1980 |                                  |                                  |                                  |                                  |    |    |    |       |
| !1980 |                                  |                                  |                                  |                                  |    |    |    |       |
| !1980 | \| \|                            |                                  |                                  |                                  |    |    |    |       |
| Ranking FIFA (Março-2008): 10º lugar                                                                              |                                  |                                  |                                  |                                  |    |    |    |       |
| Pts | J                                | V                                | E                                | D                                | GF | GC | SG | Aprov |
| |                                  |                                  |                                  |                                  |    |    |    |       |

|  |

| Camisa da equipe | Camisa da equipe | Camisa da equipe |
| Shorts da equipe |                  |                  |
| Meiões da equipe |                  |                  |
|                  |                  |                  |
| Oficial          |                  |                  |

| Camisa da equipe | Camisa da equipe | Camisa da equipe |
| Shorts da equipe |                  |                  |
| Meiões da equipe |                  |                  |
|                  |                  |                  |
| Alternativo      |                  |                  |

| #  | Nome | Posição                  | Idade                             | Internac. | Clube               |
| -- | ---- | ------------------------ | --------------------------------- | --------- | ------------------- |
| 1  | GR   | Antonios Nikopolidis     | 14 de outubro de 1971 (53 anos)   | 85 (0)    | Olympiacos          |
| 2  | DF   | Giourkas Seitaridis      | 4 de junho de 1981 (43 anos)      | 54 (1)    | Atlético Madrid     |
| 3  | DF   | Christos Patsatzoglou    | 19 de março de 1979 (46 anos)     | 27 (1)    | Olympiacos          |
| 4  | DF   | Nikos Spiropoulos        | 10 de outubro de 1983 (41 anos)   | 4 (0)     | Panathinaikos       |
| 5  | DF   | Traianos Dellas          | 31 de janeiro de 1976 (49 anos)   | 40 (1)    | AEK Atenas          |
| 6  | MF   | Angelos Basinas          | 3 de janeiro de 1976 (49 anos)    | 86 (7)    | Mallorca            |
| 7  | AV   | Georgios Samaras         | 21 de fevereiro de 1985 (40 anos) | 16 (3)    | Manchester City     |
| 8  | MF   | Stelios Giannakopoulos   | 12 de julho de 1974 (50 anos)     | 73 (12)   | Bolton Wanderers    |
| 9  | AV   | Angelos Charisteas       | 9 de fevereiro de 1980 (45 anos)  | 63 (18)   | Nuremberg           |
| 10 | MF   | Giorgos Karagounis       | 6 de março de 1977 (48 anos)      | 72 (6)    | Panathinaikos       |
| 11 | DF   | Loukas Vyntra            | 5 de fevereiro de 1981 (44 anos)  | 17 (0)    | Panathinaikos       |
| 12 | GR   | Konstantinos Chalkias    | 30 de maio de 1974 (50 anos)      | 14 (0)    | Aris                |
| 13 | GR   | Alexandros Tzorvas       | 12 de agosto de 1982 (42 anos)    | 0 (0)     | OFI Creta           |
| 14 | AV   | Dimitrios Salpigidis     | 10 de agosto de 1981 (43 anos)    | 19 (1)    | Panathinaikos       |
| 15 | DF   | Vasilis Torosidis        | 10 de junho de 1985 (39 anos)     | 11 (0)    | Olympiacos          |
| 16 | DF   | Sotirios Kyrgiakos       | 23 de julho de 1979 (45 anos)     | 36 (4)    | Eintracht Frankfurt |
| 17 | AV   | Theofanis Gekas          | 23 de maio de 1980 (44 anos)      | 25 (6)    | Bayer Leverkusen    |
| 18 | DF   | Yannis Goumas            | 24 de maio de 1975 (49 anos)      | 45 (0)    | Panathinaikos       |
| 19 | DF   | Paraskevas Antzas        | 18 de agosto de 1976 (48 anos)    | 22 (0)    | Olympiacos          |
| 20 | AV   | Ioannis Amanatidis       | 3 de dezembro de 1981 (43 anos)   | 24 (2)    | Eintracht Frankfurt |
| 21 | MF   | Konstantinos Katsouranis | 26 de junho de 1979 (45 anos)     | 47 (6)    | Benfica             |
| 22 | MF   | Alexandros Tziolis       | 13 de fevereiro de 1985 (40 anos) | 8 (0)     | Panathinaikos       |
| 23 | AV   | Nikolaos Liberopoulos    | 4 de agosto de 1975 (49 anos)     | 58 (12)   | AEK Atenas          |

| - Nome: Federação Helênica de Futebol - Fundação: 1926 - Afiliação à FIFA: 1927 - Confederação: UEFA (desde 1954) | 3ª participação (2 consecutivas) | 3ª participação (2 consecutivas) | 3ª participação (2 consecutivas) | 3ª participação (2 consecutivas) |    |    |    |       |
| - Nome: Federação Helênica de Futebol - Fundação: 1926 - Afiliação à FIFA: 1927 - Confederação: UEFA (desde 1954) | 1960                             | Não participou                   | 1988                             | Não participou                   |    |    |    |       |
| - Nome: Federação Helênica de Futebol - Fundação: 1926 - Afiliação à FIFA: 1927 - Confederação: UEFA (desde 1954) | 1964                             | Não participou                   | 1992                             | Não participou                   |    |    |    |       |
| - Nome: Federação Helênica de Futebol - Fundação: 1926 - Afiliação à FIFA: 1927 - Confederação: UEFA (desde 1954) | 1968                             | Não participou                   | 1996                             | Não participou                   |    |    |    |       |
| - Nome: Federação Helênica de Futebol - Fundação: 1926 - Afiliação à FIFA: 1927 - Confederação: UEFA (desde 1954) | 1972                             | Não participou                   | 2000                             | Não participou                   |    |    |    |       |
| Classificação | 1976                             | Não participou                   | 2004                             | Campeão                          |    |    |    |       |
| !1980 | Primeira Fase                    |                                  |                                  |                                  |    |    |    |       |
| !1980 | 1984                             | Não participou                   |                                  |                                  |    |    |    |       |
| !1980 |                                  |                                  |                                  |                                  |    |    |    |       |
| !1980 |                                  |                                  |                                  |                                  |    |    |    |       |
| !1980 | \| \|                            |                                  |                                  |                                  |    |    |    |       |
| Ranking FIFA (Março-2008): 10º lugar                                                                              |                                  |                                  |                                  |                                  |    |    |    |       |
| Pts | J                                | V                                | E                                | D                                | GF | GC | SG | Aprov |
| |                                  |                                  |                                  |                                  |    |    |    |       |

|  |

| Camisa da equipe | Camisa da equipe | Camisa da equipe |
| Shorts da equipe |                  |                  |
| Meiões da equipe |                  |                  |
|                  |                  |                  |
| Oficial          |                  |                  |

| Camisa da equipe | Camisa da equipe | Camisa da equipe |
| Shorts da equipe |                  |                  |
| Meiões da equipe |                  |                  |
|                  |                  |                  |
| Alternativo      |                  |                  |

| #  | Nome | Posição                  | Idade                             | Internac. | Clube               |
| -- | ---- | ------------------------ | --------------------------------- | --------- | ------------------- |
| 1  | GR   | Antonios Nikopolidis     | 14 de outubro de 1971 (53 anos)   | 85 (0)    | Olympiacos          |
| 2  | DF   | Giourkas Seitaridis      | 4 de junho de 1981 (43 anos)      | 54 (1)    | Atlético Madrid     |
| 3  | DF   | Christos Patsatzoglou    | 19 de março de 1979 (46 anos)     | 27 (1)    | Olympiacos          |
| 4  | DF   | Nikos Spiropoulos        | 10 de outubro de 1983 (41 anos)   | 4 (0)     | Panathinaikos       |
| 5  | DF   | Traianos Dellas          | 31 de janeiro de 1976 (49 anos)   | 40 (1)    | AEK Atenas          |
| 6  | MF   | Angelos Basinas          | 3 de janeiro de 1976 (49 anos)    | 86 (7)    | Mallorca            |
| 7  | AV   | Georgios Samaras         | 21 de fevereiro de 1985 (40 anos) | 16 (3)    | Manchester City     |
| 8  | MF   | Stelios Giannakopoulos   | 12 de julho de 1974 (50 anos)     | 73 (12)   | Bolton Wanderers    |
| 9  | AV   | Angelos Charisteas       | 9 de fevereiro de 1980 (45 anos)  | 63 (18)   | Nuremberg           |
| 10 | MF   | Giorgos Karagounis       | 6 de março de 1977 (48 anos)      | 72 (6)    | Panathinaikos       |
| 11 | DF   | Loukas Vyntra            | 5 de fevereiro de 1981 (44 anos)  | 17 (0)    | Panathinaikos       |
| 12 | GR   | Konstantinos Chalkias    | 30 de maio de 1974 (50 anos)      | 14 (0)    | Aris                |
| 13 | GR   | Alexandros Tzorvas       | 12 de agosto de 1982 (42 anos)    | 0 (0)     | OFI Creta           |
| 14 | AV   | Dimitrios Salpigidis     | 10 de agosto de 1981 (43 anos)    | 19 (1)    | Panathinaikos       |
| 15 | DF   | Vasilis Torosidis        | 10 de junho de 1985 (39 anos)     | 11 (0)    | Olympiacos          |
| 16 | DF   | Sotirios Kyrgiakos       | 23 de julho de 1979 (45 anos)     | 36 (4)    | Eintracht Frankfurt |
| 17 | AV   | Theofanis Gekas          | 23 de maio de 1980 (44 anos)      | 25 (6)    | Bayer Leverkusen    |
| 18 | DF   | Yannis Goumas            | 24 de maio de 1975 (49 anos)      | 45 (0)    | Panathinaikos       |
| 19 | DF   | Paraskevas Antzas        | 18 de agosto de 1976 (48 anos)    | 22 (0)    | Olympiacos          |
| 20 | AV   | Ioannis Amanatidis       | 3 de dezembro de 1981 (43 anos)   | 24 (2)    | Eintracht Frankfurt |
| 21 | MF   | Konstantinos Katsouranis | 26 de junho de 1979 (45 anos)     | 47 (6)    | Benfica             |
| 22 | MF   | Alexandros Tziolis       | 13 de fevereiro de 1985 (40 anos) | 8 (0)     | Panathinaikos       |
| 23 | AV   | Nikolaos Liberopoulos    | 4 de agosto de 1975 (49 anos)     | 58 (12)   | AEK Atenas          |

| - Nome: Federação Italiana de Futebol - Fundação: 1898 - Afiliação à FIFA: 1905 - Confederação: UEFA (desde 1954) | 6ª participação (4 consecutivas) | 6ª participação (4 consecutivas) | 6ª participação (4 consecutivas) | 6ª participação (4 consecutivas) |    |    |    |       |
| - Nome: Federação Italiana de Futebol - Fundação: 1898 - Afiliação à FIFA: 1905 - Confederação: UEFA (desde 1954) | 1960                             | Não participou                   | 1984                             | Não participou                   |    |    |    |       |
| - Nome: Federação Italiana de Futebol - Fundação: 1898 - Afiliação à FIFA: 1905 - Confederação: UEFA (desde 1954) | 1968                             | Campeão                          | 1988                             | 4º lugar                         |    |    |    |       |
| - Nome: Federação Italiana de Futebol - Fundação: 1898 - Afiliação à FIFA: 1905 - Confederação: UEFA (desde 1954) | 1972                             | Não participou                   | 1992                             | Não participou                   |    |    |    |       |
| - Nome: Federação Italiana de Futebol - Fundação: 1898 - Afiliação à FIFA: 1905 - Confederação: UEFA (desde 1954) | 1976                             | Não participou                   | 1996                             | Primeira Fase                    |    |    |    |       |
| Classificação | 1980                             | 4º lugar                         | 2000                             | 2º lugar                         |    |    |    |       |
| ! |                                  | 2004                             | Primeira Fase                    |                                  |    |    |    |       |
| ! |                                  |                                  |                                  |                                  |    |    |    |       |
| ! |                                  |                                  |                                  |                                  |    |    |    |       |
| ! |                                  |                                  |                                  |                                  |    |    |    |       |
| ! | \| \|                            |                                  |                                  |                                  |    |    |    |       |
| Ranking FIFA (Março-2008): 3º lugar                                                                               |                                  |                                  |                                  |                                  |    |    |    |       |
| Pts | J                                | V                                | E                                | D                                | GF | GC | SG | Aprov |
| |                                  |                                  |                                  |                                  |    |    |    |       |

|  |

| Camisa da equipe | Camisa da equipe | Camisa da equipe |
| Shorts da equipe |                  |                  |
| Meiões da equipe |                  |                  |
|                  |                  |                  |
| Oficial          |                  |                  |

| Camisa da equipe | Camisa da equipe | Camisa da equipe |
| Shorts da equipe |                  |                  |
| Meiões da equipe |                  |                  |
|                  |                  |                  |
| Alternativo      |                  |                  |

| #  | Nome | Posição              | Idade                             | Internac. | Clube             |
| -- | ---- | -------------------- | --------------------------------- | --------- | ----------------- |
| 1  | GR   | Gianluigi Buffon     | 28 de janeiro de 1978 (47 anos)   | 81 (0)    | Juventus          |
| 2  | DF   | Christian Panucci    | 12 de abril de 1973 (51 anos)     | 52 (3)    | Roma              |
| 3  | DF   | Fabio Grosso         | 28 de novembro de 1977 (47 anos)  | 30 (3)    | Lyon              |
| 4  | DF   | Giorgio Chiellini    | 14 de agosto de 1984 (40 anos)    | 9 (1)     | Juventus          |
| 5  | DF   | Alessandro Gamberini | 27 de agosto de 1981 (43 anos)    | 2 (0)     | Fiorentina        |
| 6  | DF   | Andrea Barzagli      | 8 de maio de 1981 (43 anos)       | 21 (0)    | Palermo           |
| 7  | AV   | Alessandro del Piero | 9 de novembro de 1974 (50 anos)   | 85 (27)   | Juventus          |
| 8  | MF   | Gennaro Gattuso      | 9 de janeiro de 1978 (47 anos)    | 57 (1)    | Milan             |
| 9  | AV   | Luca Toni            | 26 de maio de 1977 (47 anos)      | 33 (15)   | FC Bayern München |
| 10 | MF   | Daniele de Rossi     | 24 de julho de 1983 (41 anos)     | 33 (4)    | Roma              |
| 11 | AV   | Antonio di Natale    | 13 de outubro de 1977 (47 anos)   | 17 (5)    | Udinese           |
| 12 | AV   | Marco Borriello      | 18 de junho de 1982 (42 anos)     | 2 (0)     | Genoa             |
| 13 | MF   | Massimo Ambrosini    | 29 de maio de 1977 (47 anos)      | 30 (0)    | Milan             |
| 14 | GR   | Marco Amelia         | 2 de abril de 1982 (42 anos)      | 6 (0)     | Livorno           |
| 15 | AV   | Fabio Quagliarella   | 31 de janeiro de 1983 (42 anos)   | 8 (3)     | Udinese           |
| 16 | MF   | Mauro Camoranesi     | 4 de outubro de 1976 (48 anos)    | 34 (3)    | Juventus          |
| 17 | GR   | Morgan de Sanctis    | 26 de março de 1977 (47 anos)     | 2 (0)     | Sevilla           |
| 18 | AV   | Antonio Cassano      | 12 de julho de 1982 (42 anos)     | 10 (3)    | Real Madrid       |
| 19 | DF   | Gianluca Zambrotta   | 19 de fevereiro de 1977 (48 anos) | 70 (2)    | Barcelona         |
| 20 | MF   | Simone Perrotta      | 17 de setembro de 1977 (47 anos)  | 41 (2)    | Roma              |
| 21 | MF   | Andrea Pirlo         | 19 de maio de 1979 (45 anos)      | 45 (6)    | Milan             |
| 22 | MF   | Alberto Aquilani     | 7 de julho de 1984 (40 anos)      | 4 (0)     | Roma              |
| 23 | DF   | Marco Materazzi      | 19 de agosto de 1973 (51 anos)    | 40 (2)    | Internazionale    |

| - Nome: Federação Italiana de Futebol - Fundação: 1898 - Afiliação à FIFA: 1905 - Confederação: UEFA (desde 1954) | 6ª participação (4 consecutivas) | 6ª participação (4 consecutivas) | 6ª participação (4 consecutivas) | 6ª participação (4 consecutivas) |    |    |    |       |
| - Nome: Federação Italiana de Futebol - Fundação: 1898 - Afiliação à FIFA: 1905 - Confederação: UEFA (desde 1954) | 1960                             | Não participou                   | 1984                             | Não participou                   |    |    |    |       |
| - Nome: Federação Italiana de Futebol - Fundação: 1898 - Afiliação à FIFA: 1905 - Confederação: UEFA (desde 1954) | 1968                             | Campeão                          | 1988                             | 4º lugar                         |    |    |    |       |
| - Nome: Federação Italiana de Futebol - Fundação: 1898 - Afiliação à FIFA: 1905 - Confederação: UEFA (desde 1954) | 1972                             | Não participou                   | 1992                             | Não participou                   |    |    |    |       |
| - Nome: Federação Italiana de Futebol - Fundação: 1898 - Afiliação à FIFA: 1905 - Confederação: UEFA (desde 1954) | 1976                             | Não participou                   | 1996                             | Primeira Fase                    |    |    |    |       |
| Classificação | 1980                             | 4º lugar                         | 2000                             | 2º lugar                         |    |    |    |       |
| ! |                                  | 2004                             | Primeira Fase                    |                                  |    |    |    |       |
| ! |                                  |                                  |                                  |                                  |    |    |    |       |
| ! |                                  |                                  |                                  |                                  |    |    |    |       |
| ! |                                  |                                  |                                  |                                  |    |    |    |       |
| ! | \| \|                            |                                  |                                  |                                  |    |    |    |       |
| Ranking FIFA (Março-2008): 3º lugar                                                                               |                                  |                                  |                                  |                                  |    |    |    |       |
| Pts | J                                | V                                | E                                | D                                | GF | GC | SG | Aprov |
| |                                  |                                  |                                  |                                  |    |    |    |       |

|  |

| Camisa da equipe | Camisa da equipe | Camisa da equipe |
| Shorts da equipe |                  |                  |
| Meiões da equipe |                  |                  |
|                  |                  |                  |
| Oficial          |                  |                  |

| Camisa da equipe | Camisa da equipe | Camisa da equipe |
| Shorts da equipe |                  |                  |
| Meiões da equipe |                  |                  |
|                  |                  |                  |
| Alternativo      |                  |                  |

| #  | Nome | Posição              | Idade                             | Internac. | Clube             |
| -- | ---- | -------------------- | --------------------------------- | --------- | ----------------- |
| 1  | GR   | Gianluigi Buffon     | 28 de janeiro de 1978 (47 anos)   | 81 (0)    | Juventus          |
| 2  | DF   | Christian Panucci    | 12 de abril de 1973 (51 anos)     | 52 (3)    | Roma              |
| 3  | DF   | Fabio Grosso         | 28 de novembro de 1977 (47 anos)  | 30 (3)    | Lyon              |
| 4  | DF   | Giorgio Chiellini    | 14 de agosto de 1984 (40 anos)    | 9 (1)     | Juventus          |
| 5  | DF   | Alessandro Gamberini | 27 de agosto de 1981 (43 anos)    | 2 (0)     | Fiorentina        |
| 6  | DF   | Andrea Barzagli      | 8 de maio de 1981 (43 anos)       | 21 (0)    | Palermo           |
| 7  | AV   | Alessandro del Piero | 9 de novembro de 1974 (50 anos)   | 85 (27)   | Juventus          |
| 8  | MF   | Gennaro Gattuso      | 9 de janeiro de 1978 (47 anos)    | 57 (1)    | Milan             |
| 9  | AV   | Luca Toni            | 26 de maio de 1977 (47 anos)      | 33 (15)   | FC Bayern München |
| 10 | MF   | Daniele de Rossi     | 24 de julho de 1983 (41 anos)     | 33 (4)    | Roma              |
| 11 | AV   | Antonio di Natale    | 13 de outubro de 1977 (47 anos)   | 17 (5)    | Udinese           |
| 12 | AV   | Marco Borriello      | 18 de junho de 1982 (42 anos)     | 2 (0)     | Genoa             |
| 13 | MF   | Massimo Ambrosini    | 29 de maio de 1977 (47 anos)      | 30 (0)    | Milan             |
| 14 | GR   | Marco Amelia         | 2 de abril de 1982 (42 anos)      | 6 (0)     | Livorno           |
| 15 | AV   | Fabio Quagliarella   | 31 de janeiro de 1983 (42 anos)   | 8 (3)     | Udinese           |
| 16 | MF   | Mauro Camoranesi     | 4 de outubro de 1976 (48 anos)    | 34 (3)    | Juventus          |
| 17 | GR   | Morgan de Sanctis    | 26 de março de 1977 (47 anos)     | 2 (0)     | Sevilla           |
| 18 | AV   | Antonio Cassano      | 12 de julho de 1982 (42 anos)     | 10 (3)    | Real Madrid       |
| 19 | DF   | Gianluca Zambrotta   | 19 de fevereiro de 1977 (48 anos) | 70 (2)    | Barcelona         |
| 20 | MF   | Simone Perrotta      | 17 de setembro de 1977 (47 anos)  | 41 (2)    | Roma              |
| 21 | MF   | Andrea Pirlo         | 19 de maio de 1979 (45 anos)      | 45 (6)    | Milan             |
| 22 | MF   | Alberto Aquilani     | 7 de julho de 1984 (40 anos)      | 4 (0)     | Roma              |
| 23 | DF   | Marco Materazzi      | 19 de agosto de 1973 (51 anos)    | 40 (2)    | Internazionale    |

| - Nome: Real Associação de Futebol dos Países Baixos - Fundação: 1889 - Afiliação à FIFA: 1904 - Confederação: UEFA (desde 1954) | 8ª participação (6 consecutivas) | 8ª participação (6 consecutivas) | 8ª participação (6 consecutivas) | 8ª participação (6 consecutivas) |    |    |    |       |
| - Nome: Real Associação de Futebol dos Países Baixos - Fundação: 1889 - Afiliação à FIFA: 1904 - Confederação: UEFA (desde 1954) | 1960                             | Não participou                   | 1988                             | Campeão                          |    |    |    |       |
| - Nome: Real Associação de Futebol dos Países Baixos - Fundação: 1889 - Afiliação à FIFA: 1904 - Confederação: UEFA (desde 1954) | 1964                             | Não participou                   | 1992                             | Semifinal                        |    |    |    |       |
| - Nome: Real Associação de Futebol dos Países Baixos - Fundação: 1889 - Afiliação à FIFA: 1904 - Confederação: UEFA (desde 1954) | 1968                             | Não participou                   | 1996                             | Quartos-final                    |    |    |    |       |
| - Nome: Real Associação de Futebol dos Países Baixos - Fundação: 1889 - Afiliação à FIFA: 1904 - Confederação: UEFA (desde 1954) | 1972                             | Não participou                   | 2000                             | Semifinal                        |    |    |    |       |
| Classificação | 1976                             | 3º lugar                         | 2004                             | Semifinal                        |    |    |    |       |
| !1980 | Primeira Fase                    |                                  |                                  |                                  |    |    |    |       |
| !1980 | 1984                             | Não participou                   |                                  |                                  |    |    |    |       |
| !1980 |                                  |                                  |                                  |                                  |    |    |    |       |
| !1980 |                                  |                                  |                                  |                                  |    |    |    |       |
| !1980 | \| \|                            |                                  |                                  |                                  |    |    |    |       |
| Ranking FIFA (Março-2008): 9º lugar                                                                                              |                                  |                                  |                                  |                                  |    |    |    |       |
| Pts | J                                | V                                | E                                | D                                | GF | GC | SG | Aprov |
| |                                  |                                  |                                  |                                  |    |    |    |       |

|  |

| Camisa da equipe | Camisa da equipe | Camisa da equipe |
| Shorts da equipe |                  |                  |
| Meiões da equipe |                  |                  |
|                  |                  |                  |
| Oficial          |                  |                  |

| Camisa da equipe | Camisa da equipe | Camisa da equipe |
| Shorts da equipe |                  |                  |
| Meiões da equipe |                  |                  |
|                  |                  |                  |
| Alternativo      |                  |                  |

| # | Nome | Posição                    | Idade                             | Internac. | Clube             |
| - | ---- | -------------------------- | --------------------------------- | --------- | ----------------- |
|   | GR   | Edwin van der Sar          | 29 de outubro de 1970 (54 anos)   | 123 (0)   | Manchester United |
|   | GR   | Maarten Stekelenburg       | 22 de setembro de 1982 (42 anos)  | 11 (0)    | Ajax              |
|   | GR   | Henk Timmer                | 3 de dezembro de 1971 (53 anos)   | 4 (0)     | Feyenoord         |
|   | DF   | Wilfred Bouma              | 15 de junho de 1978 (46 anos)     | 32 (2)    | Aston Villa       |
|   | DF   | Tim de Cler                | 8 de novembro de 1978 (46 anos)   | 10 (0)    | Feyenoord         |
|   | DF   | John Heitinga              | 15 de novembro de 1983 (41 anos)  | 33 (5)    | Ajax              |
|   | DF   | Joris Mathijsen            | 5 de abril de 1980 (44 anos)      | 27 (2)    | Hamburg           |
|   | DF   | Mario Melchiot             | 4 de novembro de 1976 (48 anos)   | 19 (0)    | Wigan Athletic    |
|   | DF   | André Ooijer               | 11 de julho de 1974 (50 anos)     | 33 (2)    | Blackburn Rovers  |
|   | DF   | Khalid Boulahrouz          | 28 de dezembro de 1981 (43 anos)  | 22 (4)    | Sevilla           |
|   | MF   | Ibrahim Afellay            | 2 de abril de 1986 (38 anos)      | 3 (0)     | PSV Eindhoven     |
|   | MF   | Giovanni van Bronckhorst   | 5 de fevereiro de 1975 (50 anos)  | 73 (4)    | Feyenoord         |
|   | MF   | Orlando Engelaar           | 24 de agosto de 1979 (45 anos)    | 4 (0)     | Twente            |
|   | MF   | Nigel de Jong              | 30 de novembro de 1984 (40 anos)  | 19 (0)    | Hamburg           |
|   | MF   | Wesley Sneijder            | 9 de junho de 1984 (40 anos)      | 42 (8)    | Real Madrid       |
|   | MF   | Rafael van der Vaart       | 11 de fevereiro de 1983 (42 anos) | 50 (12)   | Hamburg           |
|   | MF   | Demy de Zeeuw              | 26 de maio de 1983 (41 anos)      | 10 (0)    | AZ Alkmaar        |
|   | AV   | Klaas-Jan Huntelaar        | 12 de agosto de 1983 (41 anos)    | 12 (7)    | Ajax              |
|   | AV   | Dirk Kuijt                 | 22 de julho de 1980 (44 anos)     | 35 (6)    | Liverpool         |
|   | AV   | Ruud van Nistelrooij       | 1 de julho de 1976 (48 anos)      | 59 (30)   | Real Madrid       |
|   | AV   | Robin van Persie           | 6 de agosto de 1983 (41 anos)     | 23 (7)    | Arsenal           |
|   | AV   | Arjen Robben               | 23 de janeiro de 1984 (41 anos)   | 31 (8)    | Real Madrid       |
|   | AV   | Jan Vennegoor of Hesselink | 7 de novembro de 1978 (46 anos)   | 14 (3)    | Celtic            |

| - Nome: Real Associação de Futebol dos Países Baixos - Fundação: 1889 - Afiliação à FIFA: 1904 - Confederação: UEFA (desde 1954) | 8ª participação (6 consecutivas) | 8ª participação (6 consecutivas) | 8ª participação (6 consecutivas) | 8ª participação (6 consecutivas) |    |    |    |       |
| - Nome: Real Associação de Futebol dos Países Baixos - Fundação: 1889 - Afiliação à FIFA: 1904 - Confederação: UEFA (desde 1954) | 1960                             | Não participou                   | 1988                             | Campeão                          |    |    |    |       |
| - Nome: Real Associação de Futebol dos Países Baixos - Fundação: 1889 - Afiliação à FIFA: 1904 - Confederação: UEFA (desde 1954) | 1964                             | Não participou                   | 1992                             | Semifinal                        |    |    |    |       |
| - Nome: Real Associação de Futebol dos Países Baixos - Fundação: 1889 - Afiliação à FIFA: 1904 - Confederação: UEFA (desde 1954) | 1968                             | Não participou                   | 1996                             | Quartos-final                    |    |    |    |       |
| - Nome: Real Associação de Futebol dos Países Baixos - Fundação: 1889 - Afiliação à FIFA: 1904 - Confederação: UEFA (desde 1954) | 1972                             | Não participou                   | 2000                             | Semifinal                        |    |    |    |       |
| Classificação | 1976                             | 3º lugar                         | 2004                             | Semifinal                        |    |    |    |       |
| !1980 | Primeira Fase                    |                                  |                                  |                                  |    |    |    |       |
| !1980 | 1984                             | Não participou                   |                                  |                                  |    |    |    |       |
| !1980 |                                  |                                  |                                  |                                  |    |    |    |       |
| !1980 |                                  |                                  |                                  |                                  |    |    |    |       |
| !1980 | \| \|                            |                                  |                                  |                                  |    |    |    |       |
| Ranking FIFA (Março-2008): 9º lugar                                                                                              |                                  |                                  |                                  |                                  |    |    |    |       |
| Pts | J                                | V                                | E                                | D                                | GF | GC | SG | Aprov |
| |                                  |                                  |                                  |                                  |    |    |    |       |

|  |

| Camisa da equipe | Camisa da equipe | Camisa da equipe |
| Shorts da equipe |                  |                  |
| Meiões da equipe |                  |                  |
|                  |                  |                  |
| Oficial          |                  |                  |

| Camisa da equipe | Camisa da equipe | Camisa da equipe |
| Shorts da equipe |                  |                  |
| Meiões da equipe |                  |                  |
|                  |                  |                  |
| Alternativo      |                  |                  |

| # | Nome | Posição                    | Idade                             | Internac. | Clube             |
| - | ---- | -------------------------- | --------------------------------- | --------- | ----------------- |
|   | GR   | Edwin van der Sar          | 29 de outubro de 1970 (54 anos)   | 123 (0)   | Manchester United |
|   | GR   | Maarten Stekelenburg       | 22 de setembro de 1982 (42 anos)  | 11 (0)    | Ajax              |
|   | GR   | Henk Timmer                | 3 de dezembro de 1971 (53 anos)   | 4 (0)     | Feyenoord         |
|   | DF   | Wilfred Bouma              | 15 de junho de 1978 (46 anos)     | 32 (2)    | Aston Villa       |
|   | DF   | Tim de Cler                | 8 de novembro de 1978 (46 anos)   | 10 (0)    | Feyenoord         |
|   | DF   | John Heitinga              | 15 de novembro de 1983 (41 anos)  | 33 (5)    | Ajax              |
|   | DF   | Joris Mathijsen            | 5 de abril de 1980 (44 anos)      | 27 (2)    | Hamburg           |
|   | DF   | Mario Melchiot             | 4 de novembro de 1976 (48 anos)   | 19 (0)    | Wigan Athletic    |
|   | DF   | André Ooijer               | 11 de julho de 1974 (50 anos)     | 33 (2)    | Blackburn Rovers  |
|   | DF   | Khalid Boulahrouz          | 28 de dezembro de 1981 (43 anos)  | 22 (4)    | Sevilla           |
|   | MF   | Ibrahim Afellay            | 2 de abril de 1986 (38 anos)      | 3 (0)     | PSV Eindhoven     |
|   | MF   | Giovanni van Bronckhorst   | 5 de fevereiro de 1975 (50 anos)  | 73 (4)    | Feyenoord         |
|   | MF   | Orlando Engelaar           | 24 de agosto de 1979 (45 anos)    | 4 (0)     | Twente            |
|   | MF   | Nigel de Jong              | 30 de novembro de 1984 (40 anos)  | 19 (0)    | Hamburg           |
|   | MF   | Wesley Sneijder            | 9 de junho de 1984 (40 anos)      | 42 (8)    | Real Madrid       |
|   | MF   | Rafael van der Vaart       | 11 de fevereiro de 1983 (42 anos) | 50 (12)   | Hamburg           |
|   | MF   | Demy de Zeeuw              | 26 de maio de 1983 (41 anos)      | 10 (0)    | AZ Alkmaar        |
|   | AV   | Klaas-Jan Huntelaar        | 12 de agosto de 1983 (41 anos)    | 12 (7)    | Ajax              |
|   | AV   | Dirk Kuijt                 | 22 de julho de 1980 (44 anos)     | 35 (6)    | Liverpool         |
|   | AV   | Ruud van Nistelrooij       | 1 de julho de 1976 (48 anos)      | 59 (30)   | Real Madrid       |
|   | AV   | Robin van Persie           | 6 de agosto de 1983 (41 anos)     | 23 (7)    | Arsenal           |
|   | AV   | Arjen Robben               | 23 de janeiro de 1984 (41 anos)   | 31 (8)    | Real Madrid       |
|   | AV   | Jan Vennegoor of Hesselink | 7 de novembro de 1978 (46 anos)   | 14 (3)    | Celtic            |

| - Nome: Associação Polonesa de Futebol - Fundação: 1919 - Afiliação à FIFA: 1923 - Confederação: UEFA (desde 1954) | 1ª participação | 1ª participação | 1ª participação | 1ª participação |    |    |    |       |
| - Nome: Associação Polonesa de Futebol - Fundação: 1919 - Afiliação à FIFA: 1923 - Confederação: UEFA (desde 1954) |                 |                 |                 |                 |    |    |    |       |
| - Nome: Associação Polonesa de Futebol - Fundação: 1919 - Afiliação à FIFA: 1923 - Confederação: UEFA (desde 1954) |                 |                 |                 |                 |    |    |    |       |
| - Nome: Associação Polonesa de Futebol - Fundação: 1919 - Afiliação à FIFA: 1923 - Confederação: UEFA (desde 1954) |                 |                 |                 |                 |    |    |    |       |
| - Nome: Associação Polonesa de Futebol - Fundação: 1919 - Afiliação à FIFA: 1923 - Confederação: UEFA (desde 1954) |                 |                 |                 |                 |    |    |    |       |
| Classificação |                 |                 |                 |                 |    |    |    |       |
| ! |                 |                 |                 |                 |    |    |    |       |
| |                 |                 |                 |                 |    |    |    |       |
| |                 |                 |                 |                 |    |    |    |       |
| |                 |                 |                 |                 |    |    |    |       |
| \| \| |                 |                 |                 |                 |    |    |    |       |
| Ranking FIFA (Março-2008): 24º lugar                                                                               |                 |                 |                 |                 |    |    |    |       |
| Pts | J               | V               | E               | D               | GF | GC | SG | Aprov |
| |                 |                 |                 |                 |    |    |    |       |

|  |

| Camisa da equipe | Camisa da equipe | Camisa da equipe |
| Shorts da equipe |                  |                  |
| Meiões da equipe |                  |                  |
|                  |                  |                  |
| Oficial          |                  |                  |

| Camisa da equipe | Camisa da equipe | Camisa da equipe |
| Shorts da equipe |                  |                  |
| Meiões da equipe |                  |                  |
|                  |                  |                  |
| Alternativo      |                  |                  |

| #  | Nome | Posição              | Idade                             | Internac. | Clube               |
| -- | ---- | -------------------- | --------------------------------- | --------- | ------------------- |
| 1  | GR   | Artur Boruc          | 20 de fevereiro de 1980 (45 anos) | 33 (0)    | Celtic              |
| 2  | DF   | Mariusz Jop          | 8 de março de 1978 (47 anos)      | 23 (0)    | FC Moscou           |
| 3  | DF   | Jakub Wawrzyniak     | 7 de julho de 1983 (41 anos)      | 7 (0)     | Legia Warszawa      |
| 4  | DF   | Paweł Golański       | 12 de outubro de 1982 (42 anos)   | 9 (1)     | Steaua Bucureşti    |
| 5  | MF   | Dariusz Dudka        | 9 de dezembro de 1983 (41 anos)   | 25 (2)    | Wisła Kraków        |
| 6  | DF   | Jacek Bąk            | 24 de março de 1973 (52 anos)     | 93 (3)    | Austria Wien        |
| 7  | AV   | Euzebiusz Smolarek   | 9 de janeiro de 1981 (44 anos)    | 30 (13)   | Racing de Santander |
| 8  | MF   | Jacek Krzynówek      | 15 de maio de 1976 (48 anos)      | 77 (14)   | Wolfsburg           |
| 9  | AV   | Maciej Żurawski      | 11 de setembro de 1976 (48 anos)  | 69 (17)   | Larissa             |
| 10 | MF   | Łukasz Garguła       | 25 de fevereiro de 1981 (44 anos) | 11 (1)    | Bełchatów           |
| 11 | AV   | Marek Saganowski     | 31 de outubro de 1978 (46 anos)   | 22 (3)    | Southampton         |
| 12 | GR   | Wojciech Kowalewski  | 11 de março de 1977 (48 anos)     | 10 (0)    | Korona Kielce       |
| 13 | DF   | Marcin Wasilewski    | 9 de junho de 1980 (44 anos)      | 26 (1)    | Anderlecht          |
| 14 | DF   | Michał Żewłakow      | 22 de abril de 1976 (48 anos)     | 75 (2)    | Olympiacos          |
| 15 | MF   | Michał Pazdan        | 21 de setembro de 1987 (37 anos)  | 4 (0)     | Górnik Zabrze       |
| 16 | MF   | Łukasz Piszczek      | 3 de junho de 1985 (39 anos)      | 3 (0)     | Hertha Berlim       |
| 17 | MF   | Wojciech Łobodziński | 20 de outubro de 1982 (42 anos)   | 15 (2)    | Wisła Kraków        |
| 18 | MF   | Mariusz Lewandowski  | 18 de maio de 1979 (45 anos)      | 46 (3)    | Shakhtar Donetsk    |
| 19 | MF   | Rafał Murawski       | 9 de outubro de 1981 (43 anos)    | 9 (1)     | Lech Poznań         |
| 20 | MF   | Roger Guerreiro      | 25 de maio de 1982 (42 anos)      | 1 (0)     | Legia Warszawa      |
| 21 | AV   | Tomasz Zahorski      | 22 de novembro de 1984 (40 anos)  | 8 (1)     | Górnik Zabrze       |
| 22 | GR   | Łukasz Fabiański     | 18 de abril de 1985 (39 anos)     | 8 (0)     | Arsenal             |
| 23 | DF   | Adam Kokoszka        | 6 de outubro de 1986 (38 anos)    | 7 (2)     | Wisła Kraków        |

| - Nome: Associação Polonesa de Futebol - Fundação: 1919 - Afiliação à FIFA: 1923 - Confederação: UEFA (desde 1954) | 1ª participação | 1ª participação | 1ª participação | 1ª participação |    |    |    |       |
| - Nome: Associação Polonesa de Futebol - Fundação: 1919 - Afiliação à FIFA: 1923 - Confederação: UEFA (desde 1954) |                 |                 |                 |                 |    |    |    |       |
| - Nome: Associação Polonesa de Futebol - Fundação: 1919 - Afiliação à FIFA: 1923 - Confederação: UEFA (desde 1954) |                 |                 |                 |                 |    |    |    |       |
| - Nome: Associação Polonesa de Futebol - Fundação: 1919 - Afiliação à FIFA: 1923 - Confederação: UEFA (desde 1954) |                 |                 |                 |                 |    |    |    |       |
| - Nome: Associação Polonesa de Futebol - Fundação: 1919 - Afiliação à FIFA: 1923 - Confederação: UEFA (desde 1954) |                 |                 |                 |                 |    |    |    |       |
| Classificação |                 |                 |                 |                 |    |    |    |       |
| ! |                 |                 |                 |                 |    |    |    |       |
| |                 |                 |                 |                 |    |    |    |       |
| |                 |                 |                 |                 |    |    |    |       |
| |                 |                 |                 |                 |    |    |    |       |
| \| \| |                 |                 |                 |                 |    |    |    |       |
| Ranking FIFA (Março-2008): 24º lugar                                                                               |                 |                 |                 |                 |    |    |    |       |
| Pts | J               | V               | E               | D               | GF | GC | SG | Aprov |
| |                 |                 |                 |                 |    |    |    |       |

|  |

| Camisa da equipe | Camisa da equipe | Camisa da equipe |
| Shorts da equipe |                  |                  |
| Meiões da equipe |                  |                  |
|                  |                  |                  |
| Oficial          |                  |                  |

| Camisa da equipe | Camisa da equipe | Camisa da equipe |
| Shorts da equipe |                  |                  |
| Meiões da equipe |                  |                  |
|                  |                  |                  |
| Alternativo      |                  |                  |

| #  | Nome | Posição              | Idade                             | Internac. | Clube               |
| -- | ---- | -------------------- | --------------------------------- | --------- | ------------------- |
| 1  | GR   | Artur Boruc          | 20 de fevereiro de 1980 (45 anos) | 33 (0)    | Celtic              |
| 2  | DF   | Mariusz Jop          | 8 de março de 1978 (47 anos)      | 23 (0)    | FC Moscou           |
| 3  | DF   | Jakub Wawrzyniak     | 7 de julho de 1983 (41 anos)      | 7 (0)     | Legia Warszawa      |
| 4  | DF   | Paweł Golański       | 12 de outubro de 1982 (42 anos)   | 9 (1)     | Steaua Bucureşti    |
| 5  | MF   | Dariusz Dudka        | 9 de dezembro de 1983 (41 anos)   | 25 (2)    | Wisła Kraków        |
| 6  | DF   | Jacek Bąk            | 24 de março de 1973 (52 anos)     | 93 (3)    | Austria Wien        |
| 7  | AV   | Euzebiusz Smolarek   | 9 de janeiro de 1981 (44 anos)    | 30 (13)   | Racing de Santander |
| 8  | MF   | Jacek Krzynówek      | 15 de maio de 1976 (48 anos)      | 77 (14)   | Wolfsburg           |
| 9  | AV   | Maciej Żurawski      | 11 de setembro de 1976 (48 anos)  | 69 (17)   | Larissa             |
| 10 | MF   | Łukasz Garguła       | 25 de fevereiro de 1981 (44 anos) | 11 (1)    | Bełchatów           |
| 11 | AV   | Marek Saganowski     | 31 de outubro de 1978 (46 anos)   | 22 (3)    | Southampton         |
| 12 | GR   | Wojciech Kowalewski  | 11 de março de 1977 (48 anos)     | 10 (0)    | Korona Kielce       |
| 13 | DF   | Marcin Wasilewski    | 9 de junho de 1980 (44 anos)      | 26 (1)    | Anderlecht          |
| 14 | DF   | Michał Żewłakow      | 22 de abril de 1976 (48 anos)     | 75 (2)    | Olympiacos          |
| 15 | MF   | Michał Pazdan        | 21 de setembro de 1987 (37 anos)  | 4 (0)     | Górnik Zabrze       |
| 16 | MF   | Łukasz Piszczek      | 3 de junho de 1985 (39 anos)      | 3 (0)     | Hertha Berlim       |
| 17 | MF   | Wojciech Łobodziński | 20 de outubro de 1982 (42 anos)   | 15 (2)    | Wisła Kraków        |
| 18 | MF   | Mariusz Lewandowski  | 18 de maio de 1979 (45 anos)      | 46 (3)    | Shakhtar Donetsk    |
| 19 | MF   | Rafał Murawski       | 9 de outubro de 1981 (43 anos)    | 9 (1)     | Lech Poznań         |
| 20 | MF   | Roger Guerreiro      | 25 de maio de 1982 (42 anos)      | 1 (0)     | Legia Warszawa      |
| 21 | AV   | Tomasz Zahorski      | 22 de novembro de 1984 (40 anos)  | 8 (1)     | Górnik Zabrze       |
| 22 | GR   | Łukasz Fabiański     | 18 de abril de 1985 (39 anos)     | 8 (0)     | Arsenal             |
| 23 | DF   | Adam Kokoszka        | 6 de outubro de 1986 (38 anos)    | 7 (2)     | Wisła Kraków        |

| - Nome: Federação Portuguesa de Futebol - Fundação: 1914 - Afiliação à FIFA: 1923 - Confederação: UEFA (desde 1954) | 5ª participação (4 consecutivas) | 5ª participação (4 consecutivas) | 5ª participação (4 consecutivas) | 5ª participação (4 consecutivas) |    |    |    |       |
| - Nome: Federação Portuguesa de Futebol - Fundação: 1914 - Afiliação à FIFA: 1923 - Confederação: UEFA (desde 1954) | 1960                             | Não participou                   | 1988                             | Não participou                   |    |    |    |       |
| - Nome: Federação Portuguesa de Futebol - Fundação: 1914 - Afiliação à FIFA: 1923 - Confederação: UEFA (desde 1954) | 1964                             | Não participou                   | 1992                             | Não participou                   |    |    |    |       |
| - Nome: Federação Portuguesa de Futebol - Fundação: 1914 - Afiliação à FIFA: 1923 - Confederação: UEFA (desde 1954) | 1968                             | Não participou                   | 1996                             | Quartos-final                    |    |    |    |       |
| - Nome: Federação Portuguesa de Futebol - Fundação: 1914 - Afiliação à FIFA: 1923 - Confederação: UEFA (desde 1954) | 1972                             | Não participou                   | 2000                             | 3º lugar                         |    |    |    |       |
| Classificação | 1976                             | Não participou                   | 2004                             | 2º lugr                          |    |    |    |       |
| !1980 | Não participou                   |                                  |                                  |                                  |    |    |    |       |
| !1980 | 1984                             | 3º lugar                         |                                  |                                  |    |    |    |       |
| !1980 |                                  |                                  |                                  |                                  |    |    |    |       |
| !1980 |                                  |                                  |                                  |                                  |    |    |    |       |
| !1980 | \| \|                            |                                  |                                  |                                  |    |    |    |       |
| Ranking FIFA (Março-2008): 8º lugar                                                                                 |                                  |                                  |                                  |                                  |    |    |    |       |
| Pts | J                                | V                                | E                                | D                                | GF | GC | SG | Aprov |
| |                                  |                                  |                                  |                                  |    |    |    |       |

|  |

| Camisa da equipe | Camisa da equipe | Camisa da equipe |
| Shorts da equipe |                  |                  |
| Meiões da equipe |                  |                  |
|                  |                  |                  |
| Oficial          |                  |                  |

| Camisa da equipe | Camisa da equipe | Camisa da equipe |
| Shorts da equipe |                  |                  |
| Meiões da equipe |                  |                  |
|                  |                  |                  |
| Alternativo      |                  |                  |

| #  | Nome              | Posição | Idade                             | Internac. | Clube              |
| -- | ----------------- | ------- | --------------------------------- | --------- | ------------------ |
| 1  | Ricardo           | GR      | 11 de fevereiro de 1976 (49 anos) | 74 (0)    | Bétis de Sevilha   |
| 12 | Nuno              | GR      | 25 de janeiro de 1974 (51 anos)   | 0 (0)     | Porto              |
| 22 | Rui Patrício      | GR      | 15 de fevereiro de 1988 (37 anos) | 0 (0)     | Sporting           |
| 2  | Paulo Ferreira    | DF      | 18 de janeiro de 1979 (46 anos)   | 46 (0)    | Chelsea            |
| 3  | Bruno Alves       | DF      | 27 de novembro de 1981 (43 anos)  | 10 (1)    | Porto              |
| 4  | Bosingwa          | DF      | 24 de agosto de 1982 (42 anos)    | 7 (0)     | Chelsea            |
| 5  | Fernando Meira    | DF      | 5 de junho de 1978 (46 anos)      | 48 (2)    | VfB Stuttgart      |
| 13 | Miguel            | DF      | 4 de janeiro de 1980 (45 anos)    | 46 (1)    | Valência           |
| 14 | Jorge Ribeiro     | DF      | 9 de novembro de 1981 (43 anos)   | 8 (0)     | Boavista           |
| 15 | Pepe              | DF      | 26 de fevereiro de 1983 (42 anos) | 2 (0)     | Real Madrid        |
| 16 | Ricardo Carvalho  | DF      | 18 de maio de 1978 (46 anos)      | 42(4)     | Chelsea            |
| 6  | Raul Meireles     | MF      | 17 de março de 1983 (42 anos)     | 8 (0)     | Porto              |
| 8  | Petit             | MF      | 25 de setembro de 1976 (48 anos)  | 53 (4)    | Benfica            |
| 10 | João Moutinho     | MF      | 8 de setembro de 1986 (38 anos)   | 12 (0)    | Sporting           |
| 18 | Miguel Veloso     | MF      | 11 de maio de 1986 (38 anos)      | 5 (0)     | Sporting           |
| 20 | Deco              | MF      | 27 de agosto de 1977 (47 anos)    | 52 (3)    | FC Barcelona       |
| 7  | Cristiano Ronaldo | AV      | 5 de fevereiro de 1985 (40 anos)  | 54 (20)   | Manchester United  |
| 11 | Simão             | AV      | 31 de outubro de 1979 (45 anos)   | 60 (14)   | Atlético de Madrid |
| 17 | Ricardo Quaresma  | AV      | 26 de setembro de 1983 (41 anos)  | 20 (2)    | FC Porto           |
| 19 | Nani              | AV      | 17 de novembro de 1986 (38 anos)  | 12 (2)    | Manchester United  |
| 9  | Hugo Almeida      | AV      | 23 de maio de 1984 (40 anos)      | 8 (2)     | Werder Bremen      |
| 21 | Nuno Gomes        | AV      | 5 de julho de 1976 (48 anos)      | 68 (28)   | Benfica            |
| 23 | Hélder Postiga    | AV      | 2 de agosto de 1982 (42 anos)     | 31 (10)   | Panathinaikos      |

| - Nome: Federação Portuguesa de Futebol - Fundação: 1914 - Afiliação à FIFA: 1923 - Confederação: UEFA (desde 1954) | 5ª participação (4 consecutivas) | 5ª participação (4 consecutivas) | 5ª participação (4 consecutivas) | 5ª participação (4 consecutivas) |    |    |    |       |
| - Nome: Federação Portuguesa de Futebol - Fundação: 1914 - Afiliação à FIFA: 1923 - Confederação: UEFA (desde 1954) | 1960                             | Não participou                   | 1988                             | Não participou                   |    |    |    |       |
| - Nome: Federação Portuguesa de Futebol - Fundação: 1914 - Afiliação à FIFA: 1923 - Confederação: UEFA (desde 1954) | 1964                             | Não participou                   | 1992                             | Não participou                   |    |    |    |       |
| - Nome: Federação Portuguesa de Futebol - Fundação: 1914 - Afiliação à FIFA: 1923 - Confederação: UEFA (desde 1954) | 1968                             | Não participou                   | 1996                             | Quartos-final                    |    |    |    |       |
| - Nome: Federação Portuguesa de Futebol - Fundação: 1914 - Afiliação à FIFA: 1923 - Confederação: UEFA (desde 1954) | 1972                             | Não participou                   | 2000                             | 3º lugar                         |    |    |    |       |
| Classificação | 1976                             | Não participou                   | 2004                             | 2º lugr                          |    |    |    |       |
| !1980 | Não participou                   |                                  |                                  |                                  |    |    |    |       |
| !1980 | 1984                             | 3º lugar                         |                                  |                                  |    |    |    |       |
| !1980 |                                  |                                  |                                  |                                  |    |    |    |       |
| !1980 |                                  |                                  |                                  |                                  |    |    |    |       |
| !1980 | \| \|                            |                                  |                                  |                                  |    |    |    |       |
| Ranking FIFA (Março-2008): 8º lugar                                                                                 |                                  |                                  |                                  |                                  |    |    |    |       |
| Pts | J                                | V                                | E                                | D                                | GF | GC | SG | Aprov |
| |                                  |                                  |                                  |                                  |    |    |    |       |

|  |

| Camisa da equipe | Camisa da equipe | Camisa da equipe |
| Shorts da equipe |                  |                  |
| Meiões da equipe |                  |                  |
|                  |                  |                  |
| Oficial          |                  |                  |

| Camisa da equipe | Camisa da equipe | Camisa da equipe |
| Shorts da equipe |                  |                  |
| Meiões da equipe |                  |                  |
|                  |                  |                  |
| Alternativo      |                  |                  |

| #  | Nome              | Posição | Idade                             | Internac. | Clube              |
| -- | ----------------- | ------- | --------------------------------- | --------- | ------------------ |
| 1  | Ricardo           | GR      | 11 de fevereiro de 1976 (49 anos) | 74 (0)    | Bétis de Sevilha   |
| 12 | Nuno              | GR      | 25 de janeiro de 1974 (51 anos)   | 0 (0)     | Porto              |
| 22 | Rui Patrício      | GR      | 15 de fevereiro de 1988 (37 anos) | 0 (0)     | Sporting           |
| 2  | Paulo Ferreira    | DF      | 18 de janeiro de 1979 (46 anos)   | 46 (0)    | Chelsea            |
| 3  | Bruno Alves       | DF      | 27 de novembro de 1981 (43 anos)  | 10 (1)    | Porto              |
| 4  | Bosingwa          | DF      | 24 de agosto de 1982 (42 anos)    | 7 (0)     | Chelsea            |
| 5  | Fernando Meira    | DF      | 5 de junho de 1978 (46 anos)      | 48 (2)    | VfB Stuttgart      |
| 13 | Miguel            | DF      | 4 de janeiro de 1980 (45 anos)    | 46 (1)    | Valência           |
| 14 | Jorge Ribeiro     | DF      | 9 de novembro de 1981 (43 anos)   | 8 (0)     | Boavista           |
| 15 | Pepe              | DF      | 26 de fevereiro de 1983 (42 anos) | 2 (0)     | Real Madrid        |
| 16 | Ricardo Carvalho  | DF      | 18 de maio de 1978 (46 anos)      | 42(4)     | Chelsea            |
| 6  | Raul Meireles     | MF      | 17 de março de 1983 (42 anos)     | 8 (0)     | Porto              |
| 8  | Petit             | MF      | 25 de setembro de 1976 (48 anos)  | 53 (4)    | Benfica            |
| 10 | João Moutinho     | MF      | 8 de setembro de 1986 (38 anos)   | 12 (0)    | Sporting           |
| 18 | Miguel Veloso     | MF      | 11 de maio de 1986 (38 anos)      | 5 (0)     | Sporting           |
| 20 | Deco              | MF      | 27 de agosto de 1977 (47 anos)    | 52 (3)    | FC Barcelona       |
| 7  | Cristiano Ronaldo | AV      | 5 de fevereiro de 1985 (40 anos)  | 54 (20)   | Manchester United  |
| 11 | Simão             | AV      | 31 de outubro de 1979 (45 anos)   | 60 (14)   | Atlético de Madrid |
| 17 | Ricardo Quaresma  | AV      | 26 de setembro de 1983 (41 anos)  | 20 (2)    | FC Porto           |
| 19 | Nani              | AV      | 17 de novembro de 1986 (38 anos)  | 12 (2)    | Manchester United  |
| 9  | Hugo Almeida      | AV      | 23 de maio de 1984 (40 anos)      | 8 (2)     | Werder Bremen      |
| 21 | Nuno Gomes        | AV      | 5 de julho de 1976 (48 anos)      | 68 (28)   | Benfica            |
| 23 | Hélder Postiga    | AV      | 2 de agosto de 1982 (42 anos)     | 31 (10)   | Panathinaikos      |

| - Nome: Associação de Futebol da República Tcheca - Fundação: 1901 - Afiliação à FIFA: 1907 - Confederação: UEFA (desde 1993) | 9ª participação (9 consecutivas) | 9ª participação (9 consecutivas) | 9ª participação (9 consecutivas) | 9ª participação (9 consecutivas) |    |    |    |       |
| - Nome: Associação de Futebol da República Tcheca - Fundação: 1901 - Afiliação à FIFA: 1907 - Confederação: UEFA (desde 1993) | 1960                             | 3º lugar                         | 1988                             | Não participou                   |    |    |    |       |
| - Nome: Associação de Futebol da República Tcheca - Fundação: 1901 - Afiliação à FIFA: 1907 - Confederação: UEFA (desde 1993) | 1964                             | Não participou                   | 1992                             | Não participou                   |    |    |    |       |
| - Nome: Associação de Futebol da República Tcheca - Fundação: 1901 - Afiliação à FIFA: 1907 - Confederação: UEFA (desde 1993) | 1968                             | Não participou                   | 1996                             | 2º lugar                         |    |    |    |       |
| - Nome: Associação de Futebol da República Tcheca - Fundação: 1901 - Afiliação à FIFA: 1907 - Confederação: UEFA (desde 1993) | 1972                             | Não participou                   | 2000                             | Primeira Fase                    |    |    |    |       |
| Classificação | 1976                             | Campeão                          | 2004                             | Semi-finalista                   |    |    |    |       |
| !1980 | 3º lugar                         |                                  |                                  |                                  |    |    |    |       |
| !1980 | 1984                             | Primeira Fase                    |                                  |                                  |    |    |    |       |
| !1980 |                                  |                                  |                                  |                                  |    |    |    |       |
| !1980 |                                  |                                  |                                  |                                  |    |    |    |       |
| !1980 | \| \|                            |                                  |                                  |                                  |    |    |    |       |
| Ranking FIFA (Dezembro-2007): 6º lugar                                                                                        |                                  |                                  |                                  |                                  |    |    |    |       |
| Pts | J                                | V                                | E                                | D                                | GF | GC | SG | Aprov |
| |                                  |                                  |                                  |                                  |    |    |    |       |

|  |

| Camisa da equipe | Camisa da equipe | Camisa da equipe |
| Shorts da equipe |                  |                  |
| Meiões da equipe |                  |                  |
|                  |                  |                  |
| Oficial          |                  |                  |

| Camisa da equipe | Camisa da equipe | Camisa da equipe |
| Shorts da equipe |                  |                  |
| Meiões da equipe |                  |                  |
|                  |                  |                  |
| Alternativo      |                  |                  |

| # | Nome              | Posição | Idade                             | Internac. | Clube               |
| - | ----------------- | ------- | --------------------------------- | --------- | ------------------- |
|   | Jaromír Blažek    | GR      | 29 de dezembro de 1972 (52 anos)  | 14 (0)    | 1. FC Nürnberg      |
|   | Petr Čech         | GR      | 20 de maio de 1982 (42 anos)      | 57 (0)    | Chelsea FC          |
|   | Daniel Zítka      | GR      | 20 de junho de 1975 (49 anos)     | 1 (0)     | RSC Anderlecht      |
|   | Zdeněk Grygera    | DF      | 14 de maio de 1980 (44 anos)      | 52 (2)    | Juventus FC         |
|   | Marek Jankulovski | DF      | 9 de maio de 1977 (47 anos)       | 62 (10)   | AC Milan            |
|   | Michal Kadlec     | DF      | 13 de dezembro de 1984 (40 anos)  | 4 (0)     | AC Sparta Praha     |
|   | Radoslav Kováč    | DF      | 27 de novembro de 1979 (45 anos)  | 21 (1)    | FC Spartak Moscovo  |
|   | Zdeněk Pospěch    | DF      | 14 de dezembro de 1978 (46 anos)  | 7 (0)     | Copenhague          |
|   | David Rozehnal    | DF      | 5 de julho de 1980 (44 anos)      | 43 (0)    | Lazio               |
|   | Tomáš Sivok       | DF      | 15 de setembro de 1983 (41 anos)  | 5 (0)     | AC Sparta Praha     |
|   | Tomáš Ujfaluši    | DF      | 24 de março de 1978 (47 anos)     | 66 (2)    | Fiorentina          |
|   | Tomáš Galásek     | MF      | 15 de janeiro de 1973 (52 anos)   | 64 (1)    | 1. FC Nürnberg      |
|   | David Jarolím     | MF      | 17 de maio de 1979 (45 anos)      | 14 (1)    | Hamburgo            |
|   | Marek Matějovský  | MF      | 20 de dezembro de 1981 (43 anos)  | 8 (1)     | Reading             |
|   | Jaroslav Plašil   | MF      | 5 de janeiro de 1982 (43 anos)    | 35 (2)    | Osasuna             |
|   | Jan Polák         | MF      | 14 de março de 1981 (44 anos)     | 36 (6)    | RSC Anderlecht      |
|   | Rudolf Skácel     | MF      | 17 de julho de 1979 (45 anos)     | 3 (1)     | Hertha Berlin       |
|   | Libor Sionko      | MF      | 1 de fevereiro de 1977 (48 anos)  | 29 (4)    | Copenhague          |
|   | Stanislav Vlček   | MF      | 26 de fevereiro de 1976 (49 anos) | 9 (0)     | RSC Anderlecht      |
|   | Milan Baroš       | AV      | 28 de outubro de 1981 (43 anos)   | 63 (31)   | Portsmouth          |
|   | Martin Fenin      | AV      | 6 de abril de 1987 (37 anos)      | 5 (0)     | Eintracht Frankfurt |
|   | Jan Koller        | AV      | 30 de março de 1973 (51 anos)     | 85 (51)   | 1. FC Nürnberg      |
|   | Václav Svěrkoš    | AV      | 1 de novembro de 1983 (41 anos)   | 0 (0)     | Baník Ostrava       |

| - Nome: Associação de Futebol da República Tcheca - Fundação: 1901 - Afiliação à FIFA: 1907 - Confederação: UEFA (desde 1993) | 9ª participação (9 consecutivas) | 9ª participação (9 consecutivas) | 9ª participação (9 consecutivas) | 9ª participação (9 consecutivas) |    |    |    |       |
| - Nome: Associação de Futebol da República Tcheca - Fundação: 1901 - Afiliação à FIFA: 1907 - Confederação: UEFA (desde 1993) | 1960                             | 3º lugar                         | 1988                             | Não participou                   |    |    |    |       |
| - Nome: Associação de Futebol da República Tcheca - Fundação: 1901 - Afiliação à FIFA: 1907 - Confederação: UEFA (desde 1993) | 1964                             | Não participou                   | 1992                             | Não participou                   |    |    |    |       |
| - Nome: Associação de Futebol da República Tcheca - Fundação: 1901 - Afiliação à FIFA: 1907 - Confederação: UEFA (desde 1993) | 1968                             | Não participou                   | 1996                             | 2º lugar                         |    |    |    |       |
| - Nome: Associação de Futebol da República Tcheca - Fundação: 1901 - Afiliação à FIFA: 1907 - Confederação: UEFA (desde 1993) | 1972                             | Não participou                   | 2000                             | Primeira Fase                    |    |    |    |       |
| Classificação | 1976                             | Campeão                          | 2004                             | Semi-finalista                   |    |    |    |       |
| !1980 | 3º lugar                         |                                  |                                  |                                  |    |    |    |       |
| !1980 | 1984                             | Primeira Fase                    |                                  |                                  |    |    |    |       |
| !1980 |                                  |                                  |                                  |                                  |    |    |    |       |
| !1980 |                                  |                                  |                                  |                                  |    |    |    |       |
| !1980 | \| \|                            |                                  |                                  |                                  |    |    |    |       |
| Ranking FIFA (Dezembro-2007): 6º lugar                                                                                        |                                  |                                  |                                  |                                  |    |    |    |       |
| Pts | J                                | V                                | E                                | D                                | GF | GC | SG | Aprov |
| |                                  |                                  |                                  |                                  |    |    |    |       |

|  |

| Camisa da equipe | Camisa da equipe | Camisa da equipe |
| Shorts da equipe |                  |                  |
| Meiões da equipe |                  |                  |
|                  |                  |                  |
| Oficial          |                  |                  |

| Camisa da equipe | Camisa da equipe | Camisa da equipe |
| Shorts da equipe |                  |                  |
| Meiões da equipe |                  |                  |
|                  |                  |                  |
| Alternativo      |                  |                  |

| # | Nome              | Posição | Idade                             | Internac. | Clube               |
| - | ----------------- | ------- | --------------------------------- | --------- | ------------------- |
|   | Jaromír Blažek    | GR      | 29 de dezembro de 1972 (52 anos)  | 14 (0)    | 1. FC Nürnberg      |
|   | Petr Čech         | GR      | 20 de maio de 1982 (42 anos)      | 57 (0)    | Chelsea FC          |
|   | Daniel Zítka      | GR      | 20 de junho de 1975 (49 anos)     | 1 (0)     | RSC Anderlecht      |
|   | Zdeněk Grygera    | DF      | 14 de maio de 1980 (44 anos)      | 52 (2)    | Juventus FC         |
|   | Marek Jankulovski | DF      | 9 de maio de 1977 (47 anos)       | 62 (10)   | AC Milan            |
|   | Michal Kadlec     | DF      | 13 de dezembro de 1984 (40 anos)  | 4 (0)     | AC Sparta Praha     |
|   | Radoslav Kováč    | DF      | 27 de novembro de 1979 (45 anos)  | 21 (1)    | FC Spartak Moscovo  |
|   | Zdeněk Pospěch    | DF      | 14 de dezembro de 1978 (46 anos)  | 7 (0)     | Copenhague          |
|   | David Rozehnal    | DF      | 5 de julho de 1980 (44 anos)      | 43 (0)    | Lazio               |
|   | Tomáš Sivok       | DF      | 15 de setembro de 1983 (41 anos)  | 5 (0)     | AC Sparta Praha     |
|   | Tomáš Ujfaluši    | DF      | 24 de março de 1978 (47 anos)     | 66 (2)    | Fiorentina          |
|   | Tomáš Galásek     | MF      | 15 de janeiro de 1973 (52 anos)   | 64 (1)    | 1. FC Nürnberg      |
|   | David Jarolím     | MF      | 17 de maio de 1979 (45 anos)      | 14 (1)    | Hamburgo            |
|   | Marek Matějovský  | MF      | 20 de dezembro de 1981 (43 anos)  | 8 (1)     | Reading             |
|   | Jaroslav Plašil   | MF      | 5 de janeiro de 1982 (43 anos)    | 35 (2)    | Osasuna             |
|   | Jan Polák         | MF      | 14 de março de 1981 (44 anos)     | 36 (6)    | RSC Anderlecht      |
|   | Rudolf Skácel     | MF      | 17 de julho de 1979 (45 anos)     | 3 (1)     | Hertha Berlin       |
|   | Libor Sionko      | MF      | 1 de fevereiro de 1977 (48 anos)  | 29 (4)    | Copenhague          |
|   | Stanislav Vlček   | MF      | 26 de fevereiro de 1976 (49 anos) | 9 (0)     | RSC Anderlecht      |
|   | Milan Baroš       | AV      | 28 de outubro de 1981 (43 anos)   | 63 (31)   | Portsmouth          |
|   | Martin Fenin      | AV      | 6 de abril de 1987 (37 anos)      | 5 (0)     | Eintracht Frankfurt |
|   | Jan Koller        | AV      | 30 de março de 1973 (51 anos)     | 85 (51)   | 1. FC Nürnberg      |
|   | Václav Svěrkoš    | AV      | 1 de novembro de 1983 (41 anos)   | 0 (0)     | Baník Ostrava       |

| - Nome: Federação Romena de Futebol - Fundação: 1909 - Afiliação à FIFA: 1930 - Confederação: UEFA (desde 1954) | 4ª participação | 4ª participação | 4ª participação | 4ª participação |    |    |    |       |
| - Nome: Federação Romena de Futebol - Fundação: 1909 - Afiliação à FIFA: 1930 - Confederação: UEFA (desde 1954) | 1960            | Oitavos-final   | 1988            | Não participou  |    |    |    |       |
| - Nome: Federação Romena de Futebol - Fundação: 1909 - Afiliação à FIFA: 1930 - Confederação: UEFA (desde 1954) | 1964            | Não participou  | 1992            | Não participou  |    |    |    |       |
| - Nome: Federação Romena de Futebol - Fundação: 1909 - Afiliação à FIFA: 1930 - Confederação: UEFA (desde 1954) | 1968            | Não participou  | 1996            | Primeira Fase   |    |    |    |       |
| - Nome: Federação Romena de Futebol - Fundação: 1909 - Afiliação à FIFA: 1930 - Confederação: UEFA (desde 1954) | 1972            | Não participou  | 2000            | Quartos-final   |    |    |    |       |
| Classificação                                                                                                   | 1976            | Não participou  | 2004            | Não participou  |    |    |    |       |
| !1980 | Não participou  |                 |                 |                 |    |    |    |       |
| !1980 | 1984            | Primeira Fase   |                 |                 |    |    |    |       |
| !1980 |                 |                 |                 |                 |    |    |    |       |
| !1980 |                 |                 |                 |                 |    |    |    |       |
| !1980 | \| \|           |                 |                 |                 |    |    |    |       |
| Ranking FIFA (Março-2008): 13º lugar                                                                            |                 |                 |                 |                 |    |    |    |       |
| Pts | J               | V               | E               | D               | GF | GC | SG | Aprov |
| |                 |                 |                 |                 |    |    |    |       |

|  |

| Camisa da equipe | Camisa da equipe | Camisa da equipe |
| Shorts da equipe |                  |                  |
| Meiões da equipe |                  |                  |
|                  |                  |                  |
| Oficial          |                  |                  |

| Camisa da equipe | Camisa da equipe | Camisa da equipe |
| Shorts da equipe |                  |                  |
| Meiões da equipe |                  |                  |
|                  |                  |                  |
| Alternativo      |                  |                  |

| #  | Nome | Posição           | Idade                             | Internac. | Clube                 |
| -- | ---- | ----------------- | --------------------------------- | --------- | --------------------- |
| 1  | GR   | Bogdan Lobonţ     | 18 de janeiro de 1978 (47 anos)   | 62 (0)    | Dinamo Bucureşti      |
| 2  | DF   | Cosmin Contra     | 15 de dezembro de 1975 (49 anos)  | 62 (7)    | Getafe                |
| 3  | DF   | Răzvan Raţ        | 26 de maio de 1981 (43 anos)      | 47 (1)    | Shakhtar Donetsk      |
| 4  | DF   | Gabriel Tamaş     | 9 de novembro de 1983 (41 anos)   | 31 (2)    | Auxerre               |
| 5  | DF   | Cristian Chivu    | 26 de outubro de 1980 (44 anos)   | 58 (3)    | Internazionale        |
| 6  | MF   | Mirel Rădoi       | 22 de março de 1981 (44 anos)     | 42 (1)    | Steaua Bucureşti      |
| 7  | MF   | Florentin Petre   | 15 de janeiro de 1976 (49 anos)   | 49 (5)    | CSKA Sofia            |
| 8  | MF   | Paul Codrea       | 4 de abril de 1981 (43 anos)      | 31 (1)    | Siena                 |
| 9  | FW   | Ciprian Marica    | 2 de outubro de 1985 (39 anos)    | 23 (8)    | Stuttgart             |
| 10 | FW   | Adrian Mutu       | 8 de janeiro de 1979 (46 anos)    | 60 (27)   | Fiorentina            |
| 11 | MF   | Răzvan Cociş      | 19 de fevereiro de 1983 (42 anos) | 20 (1)    | Lokomotiv Moscou      |
| 12 | GR   | Marius Popa       | 31 de julho de 1978 (46 anos)     | 1 (0)     | Politehnica Timişoara |
| 13 | DF   | Cristian Săpunaru | 5 de abril de 1984 (40 anos)      | 0 (0)     | Rapid Bucureşti       |
| 14 | DF   | Sorin Ghionea     | 11 de maio de 1979 (45 anos)      | 9 (0)     | Steaua Bucureşti      |
| 15 | DF   | Dorin Goian       | 12 de dezembro de 1980 (44 anos)  | 19 (3)    | Steaua Bucureşti      |
| 16 | MF   | Bănel Nicoliţă    | 7 de janeiro de 1985 (40 anos)    | 19 (1)    | Steaua Bucureşti      |
| 17 | DF   | Cosmin Moţi       | 3 de dezembro de 1984 (40 anos)   | 1 (0)     | Dinamo Bucureşti      |
| 18 | FW   | Marius Niculae    | 16 de maio de 1981 (43 anos)      | 29 (13)   | Inverness CT          |
| 19 | MF   | Adrian Cristea    | 30 de novembro de 1983 (41 anos)  | 5 (0)     | Dinamo Bucureşti      |
| 20 | MF   | Nicolae Dică      | 9 de maio de 1980 (44 anos)       | 24 (6)    | Steaua Bucureşti      |
| 21 | FW   | Daniel Niculae    | 6 de outubro de 1982 (42 anos)    | 21 (5)    | Auxerre               |
| 22 | DF   | Ştefan Radu       | 22 de outubro de 1986 (38 anos)   | 7 (0)     | Dinamo Bucureşti      |
| 23 | GR   | Eduard Stăncioiu  | 3 de março de 1981 (44 anos)      | 0 (0)     | CFR Cluj              |

| - Nome: Federação Romena de Futebol - Fundação: 1909 - Afiliação à FIFA: 1930 - Confederação: UEFA (desde 1954) | 4ª participação | 4ª participação | 4ª participação | 4ª participação |    |    |    |       |
| - Nome: Federação Romena de Futebol - Fundação: 1909 - Afiliação à FIFA: 1930 - Confederação: UEFA (desde 1954) | 1960            | Oitavos-final   | 1988            | Não participou  |    |    |    |       |
| - Nome: Federação Romena de Futebol - Fundação: 1909 - Afiliação à FIFA: 1930 - Confederação: UEFA (desde 1954) | 1964            | Não participou  | 1992            | Não participou  |    |    |    |       |
| - Nome: Federação Romena de Futebol - Fundação: 1909 - Afiliação à FIFA: 1930 - Confederação: UEFA (desde 1954) | 1968            | Não participou  | 1996            | Primeira Fase   |    |    |    |       |
| - Nome: Federação Romena de Futebol - Fundação: 1909 - Afiliação à FIFA: 1930 - Confederação: UEFA (desde 1954) | 1972            | Não participou  | 2000            | Quartos-final   |    |    |    |       |
| Classificação                                                                                                   | 1976            | Não participou  | 2004            | Não participou  |    |    |    |       |
| !1980 | Não participou  |                 |                 |                 |    |    |    |       |
| !1980 | 1984            | Primeira Fase   |                 |                 |    |    |    |       |
| !1980 |                 |                 |                 |                 |    |    |    |       |
| !1980 |                 |                 |                 |                 |    |    |    |       |
| !1980 | \| \|           |                 |                 |                 |    |    |    |       |
| Ranking FIFA (Março-2008): 13º lugar                                                                            |                 |                 |                 |                 |    |    |    |       |
| Pts | J               | V               | E               | D               | GF | GC | SG | Aprov |
| |                 |                 |                 |                 |    |    |    |       |

|  |

| Camisa da equipe | Camisa da equipe | Camisa da equipe |
| Shorts da equipe |                  |                  |
| Meiões da equipe |                  |                  |
|                  |                  |                  |
| Oficial          |                  |                  |

| Camisa da equipe | Camisa da equipe | Camisa da equipe |
| Shorts da equipe |                  |                  |
| Meiões da equipe |                  |                  |
|                  |                  |                  |
| Alternativo      |                  |                  |

| #  | Nome | Posição           | Idade                             | Internac. | Clube                 |
| -- | ---- | ----------------- | --------------------------------- | --------- | --------------------- |
| 1  | GR   | Bogdan Lobonţ     | 18 de janeiro de 1978 (47 anos)   | 62 (0)    | Dinamo Bucureşti      |
| 2  | DF   | Cosmin Contra     | 15 de dezembro de 1975 (49 anos)  | 62 (7)    | Getafe                |
| 3  | DF   | Răzvan Raţ        | 26 de maio de 1981 (43 anos)      | 47 (1)    | Shakhtar Donetsk      |
| 4  | DF   | Gabriel Tamaş     | 9 de novembro de 1983 (41 anos)   | 31 (2)    | Auxerre               |
| 5  | DF   | Cristian Chivu    | 26 de outubro de 1980 (44 anos)   | 58 (3)    | Internazionale        |
| 6  | MF   | Mirel Rădoi       | 22 de março de 1981 (44 anos)     | 42 (1)    | Steaua Bucureşti      |
| 7  | MF   | Florentin Petre   | 15 de janeiro de 1976 (49 anos)   | 49 (5)    | CSKA Sofia            |
| 8  | MF   | Paul Codrea       | 4 de abril de 1981 (43 anos)      | 31 (1)    | Siena                 |
| 9  | FW   | Ciprian Marica    | 2 de outubro de 1985 (39 anos)    | 23 (8)    | Stuttgart             |
| 10 | FW   | Adrian Mutu       | 8 de janeiro de 1979 (46 anos)    | 60 (27)   | Fiorentina            |
| 11 | MF   | Răzvan Cociş      | 19 de fevereiro de 1983 (42 anos) | 20 (1)    | Lokomotiv Moscou      |
| 12 | GR   | Marius Popa       | 31 de julho de 1978 (46 anos)     | 1 (0)     | Politehnica Timişoara |
| 13 | DF   | Cristian Săpunaru | 5 de abril de 1984 (40 anos)      | 0 (0)     | Rapid Bucureşti       |
| 14 | DF   | Sorin Ghionea     | 11 de maio de 1979 (45 anos)      | 9 (0)     | Steaua Bucureşti      |
| 15 | DF   | Dorin Goian       | 12 de dezembro de 1980 (44 anos)  | 19 (3)    | Steaua Bucureşti      |
| 16 | MF   | Bănel Nicoliţă    | 7 de janeiro de 1985 (40 anos)    | 19 (1)    | Steaua Bucureşti      |
| 17 | DF   | Cosmin Moţi       | 3 de dezembro de 1984 (40 anos)   | 1 (0)     | Dinamo Bucureşti      |
| 18 | FW   | Marius Niculae    | 16 de maio de 1981 (43 anos)      | 29 (13)   | Inverness CT          |
| 19 | MF   | Adrian Cristea    | 30 de novembro de 1983 (41 anos)  | 5 (0)     | Dinamo Bucureşti      |
| 20 | MF   | Nicolae Dică      | 9 de maio de 1980 (44 anos)       | 24 (6)    | Steaua Bucureşti      |
| 21 | FW   | Daniel Niculae    | 6 de outubro de 1982 (42 anos)    | 21 (5)    | Auxerre               |
| 22 | DF   | Ştefan Radu       | 22 de outubro de 1986 (38 anos)   | 7 (0)     | Dinamo Bucureşti      |
| 23 | GR   | Eduard Stăncioiu  | 3 de março de 1981 (44 anos)      | 0 (0)     | CFR Cluj              |

| - Nome: União de Futebol da Rússia - Fundação: 1912 - Afiliação à FIFA: 1912 - Confederação: UEFA (desde 1954) | 3ª participação (2 consecutivas) | 3ª participação (2 consecutivas) | 3ª participação (2 consecutivas) | 3ª participação (2 consecutivas) |    |    |    |       |
| - Nome: União de Futebol da Rússia - Fundação: 1912 - Afiliação à FIFA: 1912 - Confederação: UEFA (desde 1954) | 1960                             | Não participou                   | 1988                             | Não participou                   |    |    |    |       |
| - Nome: União de Futebol da Rússia - Fundação: 1912 - Afiliação à FIFA: 1912 - Confederação: UEFA (desde 1954) | 1964                             | Não participou                   | 1992                             | Não participou                   |    |    |    |       |
| - Nome: União de Futebol da Rússia - Fundação: 1912 - Afiliação à FIFA: 1912 - Confederação: UEFA (desde 1954) | 1968                             | Não participou                   | 1996                             | Primeira Fase                    |    |    |    |       |
| - Nome: União de Futebol da Rússia - Fundação: 1912 - Afiliação à FIFA: 1912 - Confederação: UEFA (desde 1954) | 1972                             | Não participou                   | 2000                             | Não participou                   |    |    |    |       |
| Classificação                                                                                                  | 1976                             | Não participou                   | 2004                             | Primeira Fase                    |    |    |    |       |
| !1980 | Não participou                   |                                  |                                  |                                  |    |    |    |       |
| !1980 | 1984                             | Não participou                   |                                  |                                  |    |    |    |       |
| !1980 |                                  |                                  |                                  |                                  |    |    |    |       |
| !1980 |                                  |                                  |                                  |                                  |    |    |    |       |
| !1980 | \| \|                            |                                  |                                  |                                  |    |    |    |       |
| Ranking FIFA (Março-2008): 21º lugar                                                                           |                                  |                                  |                                  |                                  |    |    |    |       |
| Pts | J                                | V                                | E                                | D                                | GF | GC | SG | Aprov |
| |                                  |                                  |                                  |                                  |    |    |    |       |

|  |

| Camisa da equipe | Camisa da equipe | Camisa da equipe |
| Shorts da equipe |                  |                  |
| Meiões da equipe |                  |                  |
|                  |                  |                  |
| Oficial          |                  |                  |

| Camisa da equipe | Camisa da equipe | Camisa da equipe |
| Shorts da equipe |                  |                  |
| Meiões da equipe |                  |                  |
|                  |                  |                  |
| Alternativo      |                  |                  |

| #  | Nome | Posição              | Idade                             | Internac. | Clube3 de março de 1981 (44 anos) |
| -- | ---- | -------------------- | --------------------------------- | --------- | --------------------------------- |
| 1  | GR   | Igor Akinfeyev       | 8 de abril de 1986 (38 anos)      | 18 (0)    | CSKA Moscou                       |
| 2  | DF   | Vasiliy Berezutskiy  | 20 de março de 1982 (43 anos)     | 25 (1)    | CSKA Moscou                       |
| 3  | DF   | Renat Yanbayev       | 7 de abril de 1984 (40 anos)      | 0 (0)     | Lokomotiv Moscou                  |
| 4  | DF   | Sergey Ignashevich   | 14 de julho de 1979 (45 anos)     | 35 (3)    | CSKA Moscou                       |
| 5  | DF   | Aleksey Berezutskiy  | 20 de março de 1982 (43 anos)     | 30 (0)    | CSKA Moscou                       |
| 6  | AV   | Roman Adamov         | 21 de junho de 1982 (42 anos)     | 1 (0)     | Moscou                            |
| 7  | MF   | Dmitriy Torbinskiy   | 28 de abril de 1984 (40 anos)     | 7 (0)     | Lokomotiv Moscou                  |
| 8  | DF   | Denis Kolodin        | 11 de janeiro de 1982 (43 anos)   | 10 (0)    | Dínamo Moscou                     |
| 9  | AV   | Ivan Sayenko         | 17 de outubro de 1983 (41 anos)   | 5 (0)     | Nuremberg                         |
| 10 | AV   | Andrey Arshavin      | 29 de maio de 1981 (43 anos)      | 33 (10)   | Zenit São Petersburgo             |
| 11 | MF   | Sergey Semak         | 27 de fevereiro de 1976 (49 anos) | 43 (4)    | Rubin Kazan                       |
| 12 | GR   | Vladimir Gabulov     | 19 de outubro de 1983 (41 anos)   | 5 (0)     | Amkar Perm                        |
| 13 | AV   | Oleg Ivanov          | 4 de agosto de 1986 (38 anos)     | 0 (0)     | Krylya Sovetov Samara             |
| 14 | DF   | Roman Shirokov       | 6 de julho de 1981 (43 anos)      | 1 (0)     | Zenit São Petersburgo             |
| 16 | GR   | Vyacheslav Malafeyev | 4 de março de 1979 (46 anos)      | 15 (0)    | Zenit São Petersburgo             |
| 17 | MF   | Konstantin Zyryanov  | 5 de outubro de 1977 (47 anos)    | 9 (0)     | Zenit São Petersburgo             |
| 18 | MF   | Yuri Zhirkov         | 20 de agosto de 1983 (41 anos)    | 16 (0)    | CSKA Moscou                       |
| 19 | AV   | Roman Pavlyuchenko   | 15 de dezembro de 1981 (43 anos)  | 14 (4)    | Spartak Moscou                    |
| 20 | MF   | Igor Semshov         | 6 de abril de 1978 (46 anos)      | 23 (0)    | Dínamo Moscou                     |
| 21 | AV   | Dmitriy Sychov       | 26 de outubro de 1983 (41 anos)   | 37 (14)   | Lokomotiv Moscou                  |
| 22 | DF   | Aleksandr Anyukov    | 28 de setembro de 1982 (42 anos)  | 29 (1)    | Zenit São Petersburgo             |
| 23 | MF   | Vladimir Bystrov     | 31 de janeiro de 1984 (41 anos)   | 16 (2)    | Spartak Moscou                    |

| - Nome: União de Futebol da Rússia - Fundação: 1912 - Afiliação à FIFA: 1912 - Confederação: UEFA (desde 1954) | 3ª participação (2 consecutivas) | 3ª participação (2 consecutivas) | 3ª participação (2 consecutivas) | 3ª participação (2 consecutivas) |    |    |    |       |
| - Nome: União de Futebol da Rússia - Fundação: 1912 - Afiliação à FIFA: 1912 - Confederação: UEFA (desde 1954) | 1960                             | Não participou                   | 1988                             | Não participou                   |    |    |    |       |
| - Nome: União de Futebol da Rússia - Fundação: 1912 - Afiliação à FIFA: 1912 - Confederação: UEFA (desde 1954) | 1964                             | Não participou                   | 1992                             | Não participou                   |    |    |    |       |
| - Nome: União de Futebol da Rússia - Fundação: 1912 - Afiliação à FIFA: 1912 - Confederação: UEFA (desde 1954) | 1968                             | Não participou                   | 1996                             | Primeira Fase                    |    |    |    |       |
| - Nome: União de Futebol da Rússia - Fundação: 1912 - Afiliação à FIFA: 1912 - Confederação: UEFA (desde 1954) | 1972                             | Não participou                   | 2000                             | Não participou                   |    |    |    |       |
| Classificação                                                                                                  | 1976                             | Não participou                   | 2004                             | Primeira Fase                    |    |    |    |       |
| !1980 | Não participou                   |                                  |                                  |                                  |    |    |    |       |
| !1980 | 1984                             | Não participou                   |                                  |                                  |    |    |    |       |
| !1980 |                                  |                                  |                                  |                                  |    |    |    |       |
| !1980 |                                  |                                  |                                  |                                  |    |    |    |       |
| !1980 | \| \|                            |                                  |                                  |                                  |    |    |    |       |
| Ranking FIFA (Março-2008): 21º lugar                                                                           |                                  |                                  |                                  |                                  |    |    |    |       |
| Pts | J                                | V                                | E                                | D                                | GF | GC | SG | Aprov |
| |                                  |                                  |                                  |                                  |    |    |    |       |

|  |

| Camisa da equipe | Camisa da equipe | Camisa da equipe |
| Shorts da equipe |                  |                  |
| Meiões da equipe |                  |                  |
|                  |                  |                  |
| Oficial          |                  |                  |

| Camisa da equipe | Camisa da equipe | Camisa da equipe |
| Shorts da equipe |                  |                  |
| Meiões da equipe |                  |                  |
|                  |                  |                  |
| Alternativo      |                  |                  |

| #  | Nome | Posição              | Idade                             | Internac. | Clube3 de março de 1981 (44 anos) |
| -- | ---- | -------------------- | --------------------------------- | --------- | --------------------------------- |
| 1  | GR   | Igor Akinfeyev       | 8 de abril de 1986 (38 anos)      | 18 (0)    | CSKA Moscou                       |
| 2  | DF   | Vasiliy Berezutskiy  | 20 de março de 1982 (43 anos)     | 25 (1)    | CSKA Moscou                       |
| 3  | DF   | Renat Yanbayev       | 7 de abril de 1984 (40 anos)      | 0 (0)     | Lokomotiv Moscou                  |
| 4  | DF   | Sergey Ignashevich   | 14 de julho de 1979 (45 anos)     | 35 (3)    | CSKA Moscou                       |
| 5  | DF   | Aleksey Berezutskiy  | 20 de março de 1982 (43 anos)     | 30 (0)    | CSKA Moscou                       |
| 6  | AV   | Roman Adamov         | 21 de junho de 1982 (42 anos)     | 1 (0)     | Moscou                            |
| 7  | MF   | Dmitriy Torbinskiy   | 28 de abril de 1984 (40 anos)     | 7 (0)     | Lokomotiv Moscou                  |
| 8  | DF   | Denis Kolodin        | 11 de janeiro de 1982 (43 anos)   | 10 (0)    | Dínamo Moscou                     |
| 9  | AV   | Ivan Sayenko         | 17 de outubro de 1983 (41 anos)   | 5 (0)     | Nuremberg                         |
| 10 | AV   | Andrey Arshavin      | 29 de maio de 1981 (43 anos)      | 33 (10)   | Zenit São Petersburgo             |
| 11 | MF   | Sergey Semak         | 27 de fevereiro de 1976 (49 anos) | 43 (4)    | Rubin Kazan                       |
| 12 | GR   | Vladimir Gabulov     | 19 de outubro de 1983 (41 anos)   | 5 (0)     | Amkar Perm                        |
| 13 | AV   | Oleg Ivanov          | 4 de agosto de 1986 (38 anos)     | 0 (0)     | Krylya Sovetov Samara             |
| 14 | DF   | Roman Shirokov       | 6 de julho de 1981 (43 anos)      | 1 (0)     | Zenit São Petersburgo             |
| 16 | GR   | Vyacheslav Malafeyev | 4 de março de 1979 (46 anos)      | 15 (0)    | Zenit São Petersburgo             |
| 17 | MF   | Konstantin Zyryanov  | 5 de outubro de 1977 (47 anos)    | 9 (0)     | Zenit São Petersburgo             |
| 18 | MF   | Yuri Zhirkov         | 20 de agosto de 1983 (41 anos)    | 16 (0)    | CSKA Moscou                       |
| 19 | AV   | Roman Pavlyuchenko   | 15 de dezembro de 1981 (43 anos)  | 14 (4)    | Spartak Moscou                    |
| 20 | MF   | Igor Semshov         | 6 de abril de 1978 (46 anos)      | 23 (0)    | Dínamo Moscou                     |
| 21 | AV   | Dmitriy Sychov       | 26 de outubro de 1983 (41 anos)   | 37 (14)   | Lokomotiv Moscou                  |
| 22 | DF   | Aleksandr Anyukov    | 28 de setembro de 1982 (42 anos)  | 29 (1)    | Zenit São Petersburgo             |
| 23 | MF   | Vladimir Bystrov     | 31 de janeiro de 1984 (41 anos)   | 16 (2)    | Spartak Moscou                    |

| - Nome: Associação Sueca de Futebol - Fundação: 1904 - Afiliação à FIFA: 1904 - Confederação: UEFA (desde 1954) | 4ª participação (3 consecutivas) | 4ª participação (3 consecutivas) | 4ª participação (3 consecutivas) | 4ª participação (3 consecutivas) |    |    |    |       |
| - Nome: Associação Sueca de Futebol - Fundação: 1904 - Afiliação à FIFA: 1904 - Confederação: UEFA (desde 1954) | 1960                             | Não participou                   | 1988                             | Não participou                   |    |    |    |       |
| - Nome: Associação Sueca de Futebol - Fundação: 1904 - Afiliação à FIFA: 1904 - Confederação: UEFA (desde 1954) | 1964                             | Não participou                   | 1992                             | Semifinal                        |    |    |    |       |
| - Nome: Associação Sueca de Futebol - Fundação: 1904 - Afiliação à FIFA: 1904 - Confederação: UEFA (desde 1954) | 1968                             | Não participou                   | 1996                             | Não participou                   |    |    |    |       |
| - Nome: Associação Sueca de Futebol - Fundação: 1904 - Afiliação à FIFA: 1904 - Confederação: UEFA (desde 1954) | 1972                             | Não participou                   | 2000                             | Primeira Fase                    |    |    |    |       |
| Classificação                                                                                                   | 1976                             | Não participou                   | 2004                             | Quartos-final                    |    |    |    |       |
| !1980 | Não participou                   |                                  |                                  |                                  |    |    |    |       |
| !1980 | 1984                             | Não participou                   |                                  |                                  |    |    |    |       |
| !1980 |                                  |                                  |                                  |                                  |    |    |    |       |
| !1980 |                                  |                                  |                                  |                                  |    |    |    |       |
| !1980 | \| \|                            |                                  |                                  |                                  |    |    |    |       |
| Ranking FIFA (Dezembro-2007): 24º lugar                                                                         |                                  |                                  |                                  |                                  |    |    |    |       |
| Pts | J                                | V                                | E                                | D                                | GF | GC | SG | Aprov |
| |                                  |                                  |                                  |                                  |    |    |    |       |

|  |

| Camisa da equipe | Camisa da equipe | Camisa da equipe |
| Shorts da equipe |                  |                  |
| Meiões da equipe |                  |                  |
|                  |                  |                  |
| Oficial          |                  |                  |

| Camisa da equipe | Camisa da equipe | Camisa da equipe |
| Shorts da equipe |                  |                  |
| Meiões da equipe |                  |                  |
|                  |                  |                  |
| Alternativo      |                  |                  |

| #  | Nome                  | Posição | Idade                             | Internac. | Clube           |
| -- | --------------------- | ------- | --------------------------------- | --------- | --------------- |
| 1  | Andreas Isaksson      | GR      | 3 de outubro de 1981 (43 anos)    | 54 (0)    | Manchester City |
| 12 | Rami Shaaban          | GR      | 30 de junho de 1975 (49 anos)     | 15 (0)    | Hammarby        |
| 13 | Johan Wiland          | GR      | 24 de janeiro de 1981 (44 anos)   | 3 (0)     | Elfsborg        |
| 2  | Mikael Nilsson        | DF      | 24 de junho de 1978 (46 anos)     | 45 (3)    | Panathinaikos   |
| 3  | Olof Mellberg         | DF      | 3 de setembro de 1977 (47 anos)   | 80 (4)    | Aston Villa     |
| 4  | Petter Hansson        | DF      | 14 de dezembro de 1976 (48 anos)  | 31 (1)    | Stade Rennais   |
| 5  | Fredrik Stoor         | DF      | 28 de fevereiro de 1984 (41 anos) | 3 (0)     | Rosenborg       |
| 14 | Daniel Majstorović    | DF      | 5 de abril de 1977 (47 anos)      | 14 (1)    | Basel           |
| 15 | Andreas Granqvist     | DF      | 16 de abril de 1985 (39 anos)     | 2 (0)     | Wigan           |
| 23 | Mikael Dorsin         | DF]     | 6 de outubro de 1981 (43 anos)    | 11 (0)    | Cluj            |
| 6  | Tobias Linderoth      | MF      | 21 de abril de 1979 (45 anos)     | 73 (1)    | Galatasaray     |
| 7  | Niclas Alexandersson  | MF      | 29 de dezembro de 1971 (53 anos)  | 106 (7)   | IFK Göteborg    |
| 8  | Anders Svensson       | MF      | 17 de julho de 1976 (48 anos)     | 88 (15)   | Elfsborg        |
| 9  | Fredrik Ljungberg     | MF      | 16 de abril de 1977 (47 anos)     | 71 (14)   | West Ham        |
| 16 | Kim Källström         | MF      | 24 de agosto de 1982 (42 anos)    | 54 (8)    | Lyon            |
| 18 | Sebastian Larsson     | MF      | 6 de junho de 1985 (39 anos)      | 2 (0)     | Birmingham City |
| 19 | Daniel Andersson      | MF      | 28 de agosto de 1977 (47 anos)    | 61 (0)    | Malmö FF        |
| 21 | Christian Wilhelmsson | MF      | 8 de dezembro de 1979 (45 anos)   | 49 (4)    | Deportivo       |
| 10 | Zlatan Ibrahimović    | AV      | 3 de outubro de 1981 (43 anos)    | 49 (18)   | Internazionale  |
| 11 | Johan Elmander        | AV      | 27 de maio de 1981 (43 anos)      | 33 (11)   | Toulouse        |
| 17 | Henrik Larsson        | AV      | 20 de setembro de 1971 (53 anos)  | 93 (36)   | Helsingborg     |
| 20 | Marcus Allbäck        | AV      | 5 de julho de 1973 (51 anos)      | 71 (30)   | Copenhague      |
| 22 | Markus Rosenberg      | AV      | 27 de setembro de 1982 (42 anos)  | 21 (6)    | Werder Bremen   |

| - Nome: Associação Sueca de Futebol - Fundação: 1904 - Afiliação à FIFA: 1904 - Confederação: UEFA (desde 1954) | 4ª participação (3 consecutivas) | 4ª participação (3 consecutivas) | 4ª participação (3 consecutivas) | 4ª participação (3 consecutivas) |    |    |    |       |
| - Nome: Associação Sueca de Futebol - Fundação: 1904 - Afiliação à FIFA: 1904 - Confederação: UEFA (desde 1954) | 1960                             | Não participou                   | 1988                             | Não participou                   |    |    |    |       |
| - Nome: Associação Sueca de Futebol - Fundação: 1904 - Afiliação à FIFA: 1904 - Confederação: UEFA (desde 1954) | 1964                             | Não participou                   | 1992                             | Semifinal                        |    |    |    |       |
| - Nome: Associação Sueca de Futebol - Fundação: 1904 - Afiliação à FIFA: 1904 - Confederação: UEFA (desde 1954) | 1968                             | Não participou                   | 1996                             | Não participou                   |    |    |    |       |
| - Nome: Associação Sueca de Futebol - Fundação: 1904 - Afiliação à FIFA: 1904 - Confederação: UEFA (desde 1954) | 1972                             | Não participou                   | 2000                             | Primeira Fase                    |    |    |    |       |
| Classificação                                                                                                   | 1976                             | Não participou                   | 2004                             | Quartos-final                    |    |    |    |       |
| !1980 | Não participou                   |                                  |                                  |                                  |    |    |    |       |
| !1980 | 1984                             | Não participou                   |                                  |                                  |    |    |    |       |
| !1980 |                                  |                                  |                                  |                                  |    |    |    |       |
| !1980 |                                  |                                  |                                  |                                  |    |    |    |       |
| !1980 | \| \|                            |                                  |                                  |                                  |    |    |    |       |
| Ranking FIFA (Dezembro-2007): 24º lugar                                                                         |                                  |                                  |                                  |                                  |    |    |    |       |
| Pts | J                                | V                                | E                                | D                                | GF | GC | SG | Aprov |
| |                                  |                                  |                                  |                                  |    |    |    |       |

|  |

| Camisa da equipe | Camisa da equipe | Camisa da equipe |
| Shorts da equipe |                  |                  |
| Meiões da equipe |                  |                  |
|                  |                  |                  |
| Oficial          |                  |                  |

| Camisa da equipe | Camisa da equipe | Camisa da equipe |
| Shorts da equipe |                  |                  |
| Meiões da equipe |                  |                  |
|                  |                  |                  |
| Alternativo      |                  |                  |

| #  | Nome                  | Posição | Idade                             | Internac. | Clube           |
| -- | --------------------- | ------- | --------------------------------- | --------- | --------------- |
| 1  | Andreas Isaksson      | GR      | 3 de outubro de 1981 (43 anos)    | 54 (0)    | Manchester City |
| 12 | Rami Shaaban          | GR      | 30 de junho de 1975 (49 anos)     | 15 (0)    | Hammarby        |
| 13 | Johan Wiland          | GR      | 24 de janeiro de 1981 (44 anos)   | 3 (0)     | Elfsborg        |
| 2  | Mikael Nilsson        | DF      | 24 de junho de 1978 (46 anos)     | 45 (3)    | Panathinaikos   |
| 3  | Olof Mellberg         | DF      | 3 de setembro de 1977 (47 anos)   | 80 (4)    | Aston Villa     |
| 4  | Petter Hansson        | DF      | 14 de dezembro de 1976 (48 anos)  | 31 (1)    | Stade Rennais   |
| 5  | Fredrik Stoor         | DF      | 28 de fevereiro de 1984 (41 anos) | 3 (0)     | Rosenborg       |
| 14 | Daniel Majstorović    | DF      | 5 de abril de 1977 (47 anos)      | 14 (1)    | Basel           |
| 15 | Andreas Granqvist     | DF      | 16 de abril de 1985 (39 anos)     | 2 (0)     | Wigan           |
| 23 | Mikael Dorsin         | DF]     | 6 de outubro de 1981 (43 anos)    | 11 (0)    | Cluj            |
| 6  | Tobias Linderoth      | MF      | 21 de abril de 1979 (45 anos)     | 73 (1)    | Galatasaray     |
| 7  | Niclas Alexandersson  | MF      | 29 de dezembro de 1971 (53 anos)  | 106 (7)   | IFK Göteborg    |
| 8  | Anders Svensson       | MF      | 17 de julho de 1976 (48 anos)     | 88 (15)   | Elfsborg        |
| 9  | Fredrik Ljungberg     | MF      | 16 de abril de 1977 (47 anos)     | 71 (14)   | West Ham        |
| 16 | Kim Källström         | MF      | 24 de agosto de 1982 (42 anos)    | 54 (8)    | Lyon            |
| 18 | Sebastian Larsson     | MF      | 6 de junho de 1985 (39 anos)      | 2 (0)     | Birmingham City |
| 19 | Daniel Andersson      | MF      | 28 de agosto de 1977 (47 anos)    | 61 (0)    | Malmö FF        |
| 21 | Christian Wilhelmsson | MF      | 8 de dezembro de 1979 (45 anos)   | 49 (4)    | Deportivo       |
| 10 | Zlatan Ibrahimović    | AV      | 3 de outubro de 1981 (43 anos)    | 49 (18)   | Internazionale  |
| 11 | Johan Elmander        | AV      | 27 de maio de 1981 (43 anos)      | 33 (11)   | Toulouse        |
| 17 | Henrik Larsson        | AV      | 20 de setembro de 1971 (53 anos)  | 93 (36)   | Helsingborg     |
| 20 | Marcus Allbäck        | AV      | 5 de julho de 1973 (51 anos)      | 71 (30)   | Copenhague      |
| 22 | Markus Rosenberg      | AV      | 27 de setembro de 1982 (42 anos)  | 21 (6)    | Werder Bremen   |

| - Nome: Associação Suíça de Futebol - Fundação: 1895 - Afiliação à FIFA: 1904 - Confederação: UEFA (desde 1954) | 3ª participação (2 consecutivas) | 3ª participação (2 consecutivas) | 3ª participação (2 consecutivas) | 3ª participação (2 consecutivas) |    |    |    |       |
| - Nome: Associação Suíça de Futebol - Fundação: 1895 - Afiliação à FIFA: 1904 - Confederação: UEFA (desde 1954) | 1960                             | Não participou                   | 1988                             | Não participou                   |    |    |    |       |
| - Nome: Associação Suíça de Futebol - Fundação: 1895 - Afiliação à FIFA: 1904 - Confederação: UEFA (desde 1954) | 1964                             | Não participou                   | 1992                             | Não participou                   |    |    |    |       |
| - Nome: Associação Suíça de Futebol - Fundação: 1895 - Afiliação à FIFA: 1904 - Confederação: UEFA (desde 1954) | 1968                             | Não participou                   | 1996                             | Primeira Fase                    |    |    |    |       |
| - Nome: Associação Suíça de Futebol - Fundação: 1895 - Afiliação à FIFA: 1904 - Confederação: UEFA (desde 1954) | 1972                             | Não participou                   | 2000                             | Não participou                   |    |    |    |       |
| Classificação                                                                                                   | 1976                             | Não participou                   | 2004                             | Primeira Fase                    |    |    |    |       |
| !1980 | Não participou                   |                                  |                                  |                                  |    |    |    |       |
| !1980 | 1984                             | Não participou                   |                                  |                                  |    |    |    |       |
| !1980 |                                  |                                  |                                  |                                  |    |    |    |       |
| !1980 |                                  |                                  |                                  |                                  |    |    |    |       |
| !1980 | \| \|                            |                                  |                                  |                                  |    |    |    |       |
| Ranking FIFA (Março-2008): 40º lugar                                                                            |                                  |                                  |                                  |                                  |    |    |    |       |
| Pts | J                                | V                                | E                                | D                                | GF | GC | SG | Aprov |
| |                                  |                                  |                                  |                                  |    |    |    |       |

|  |

| Camisa da equipe | Camisa da equipe | Camisa da equipe |
| Shorts da equipe |                  |                  |
| Meiões da equipe |                  |                  |
|                  |                  |                  |
| Oficial          |                  |                  |

| Camisa da equipe | Camisa da equipe | Camisa da equipe |
| Shorts da equipe |                  |                  |
| Meiões da equipe |                  |                  |
|                  |                  |                  |
| Alternativo      |                  |                  |

| #  | Nome | Posição              | Idade                             | Internac. | Clube               |
| -- | ---- | -------------------- | --------------------------------- | --------- | ------------------- |
| 1  | GR   | Diego Benaglio       | 8 de setembro de 1983 (41 anos)   | 8 (0)     | Wolfsburg           |
| 2  | DF   | Johan Djourou        | 21 de janeiro de 1987 (38 anos)   | 11 (0)    | Arsenal             |
| 3  | DF   | Ludovic Magnin       | 20 de abril de 1979 (45 anos)     | 45 (3)    | Stuttgart           |
| 4  | DF   | Philippe Senderos    | 14 de fevereiro de 1985 (40 anos) | 23 (3)    | Arsenal             |
| 5  | DF   | Stephan Lichtsteiner | 16 de janeiro de 1984 (41 anos)   | 5 (0)     | Lille               |
| 6  | MF   | Benjamin Huggel      | 7 de julho de 1977 (47 anos)      | 22 (0)    | FC Basel            |
| 7  | MF   | Ricardo Cabanas      | 29 de abril de 1979 (45 anos)     | 47 (4)    | Grasshoppers        |
| 8  | MF   | Gökhan İnler         | 27 de junho de 1984 (40 anos)     | 13 (1)    | Udinese             |
| 9  | AV   | Alexander Frei       | 15 de julho de 1979 (45 anos)     | 56 (32)   | Borussia Dortmund   |
| 10 | MF   | Hakan Yakın          | 22 de fevereiro de 1977 (48 anos) | 61 (15)   | Young Boys          |
| 11 | AV   | Marco Streller       | 26 de junho de 1981 (43 anos)     | 25 (11)   | FC Basel            |
| 12 | AV   | Eren Derdiyok        | 12 de junho de 1988 (36 anos)     | 1 (1)     | FC Basel            |
| 13 | DF   | Stéphane Grichting   | 29 de março de 1979 (45 anos)     | 12 (0)    | Auxerre             |
| 14 | MF   | Daniel Gygax         | 28 de agosto de 1981 (43 anos)    | 30 (5)    | Metz                |
| 15 | MF   | Gelson Fernandes     | 2 de setembro de 1986 (38 anos)   | 4 (0)     | Manchester City     |
| 16 | MF   | Tranquillo Barnetta  | 22 de maio de 1985 (39 anos)      | 30 (6)    | Bayer Leverkusen    |
| 17 | DF   | Christoph Spycher    | 30 de março de 1978 (46 anos)     | 33 (0)    | Eintracht Frankfurt |
| 18 | GR   | Pascal Zuberbühler   | 8 de janeiro de 1971 (54 anos)    | 50 (0)    | Neuchâtel Xamax     |
| 19 | MF   | Valon Behrami        | 19 de abril de 1985 (39 anos)     | 12 (1)    | Lazio               |
| 20 | DF   | Patrick Müller       | 31 de dezembro de 1976 (48 anos)  | 76 (3)    | Lyon                |
| 21 | GR   | Eldin Jakupović      | 2 de outubro de 1984 (40 anos)    | 0 (0)     | Grasshoppers        |
| 22 | AV   | Johan Vonlanthen     | 1 de fevereiro de 1986 (39 anos)  | 26 (5)    | Red Bull Salzburg   |
| 23 | DF   | Philipp Degen        | 25 de fevereiro de 1983 (42 anos) | 26 (0)    | Borussia Dortmund   |

| - Nome: Federação Turca de Futebol - Fundação: 1923 - Afiliação à FIFA: 1923 - Confederação: UEFA (desde 1962) | 3ªª participação | 3ªª participação | 3ªª participação | 3ªª participação |    |    |    |       |
| - Nome: Federação Turca de Futebol - Fundação: 1923 - Afiliação à FIFA: 1923 - Confederação: UEFA (desde 1962) | 1960             | Não participou   | 1988             | Não participou   |    |    |    |       |
| - Nome: Federação Turca de Futebol - Fundação: 1923 - Afiliação à FIFA: 1923 - Confederação: UEFA (desde 1962) | 1964             | Não participou   | 1992             | Não participou   |    |    |    |       |
| - Nome: Federação Turca de Futebol - Fundação: 1923 - Afiliação à FIFA: 1923 - Confederação: UEFA (desde 1962) | 1968             | Não participou   | 1996             | Primeira Fase    |    |    |    |       |
| - Nome: Federação Turca de Futebol - Fundação: 1923 - Afiliação à FIFA: 1923 - Confederação: UEFA (desde 1962) | 1972             | Não participou   | 2000             | Quartos-final    |    |    |    |       |
| Classificação                                                                                                  | 1976             | Não participou   | 2004             | Não participou   |    |    |    |       |
| !1980 | Não participou   |                  |                  |                  |    |    |    |       |
| !1980 | 1984             | Não participou   |                  |                  |    |    |    |       |
| !1980 |                  |                  |                  |                  |    |    |    |       |
| !1980 |                  |                  |                  |                  |    |    |    |       |
| !1980 | \| \|            |                  |                  |                  |    |    |    |       |
| Ranking FIFA (Março-2008): 18º lugar                                                                           |                  |                  |                  |                  |    |    |    |       |
| Pts | J                | V                | E                | D                | GF | GC | SG | Aprov |
| |                  |                  |                  |                  |    |    |    |       |

|  |

| Camisa da equipe | Camisa da equipe | Camisa da equipe |
| Shorts da equipe |                  |                  |
| Meiões da equipe |                  |                  |
|                  |                  |                  |
| Oficial          |                  |                  |

| Camisa da equipe | Camisa da equipe | Camisa da equipe |
| Shorts da equipe |                  |                  |
| Meiões da equipe |                  |                  |
|                  |                  |                  |
| Alternativo      |                  |                  |

| # | Nome | Posição              | Idade                             | Internac. | Clube            |
| - | ---- | -------------------- | --------------------------------- | --------- | ---------------- |
|   | GR   | Volkan Demirel       | 27 de outubro de 1981 (43 anos)   | 19 (0)    | Fenerbahçe       |
|   | GR   | Rüştü Reçber         | 10 de maio de 1973 (51 anos)      | 128 (0)   | Beşiktaş         |
|   | GR   | Tolga Zengin         | 10 de outubro de 1983 (41 anos)   | 2 (0)     | Trabzonspor      |
|   | DF   | Emre Aşık            | 13 de dezembro de 1973 (51 anos)  | 26 (2)    | Galatasaray      |
|   | DF   | Hakan Balta          | 23 de março de 1983 (42 anos)     | 6 (1)     | Galatasaray      |
|   | DF   | Uğur Boral           | 14 de abril de 1982 (42 anos)     | 7 (0)     | Fenerbahçe       |
|   | DF   | Emre Güngör          | 1 de agosto de 1984 (40 anos)     | 1 (0)     | Galatasaray      |
|   | DF   | Servet Çetin         | 17 de março de 1981 (44 anos)     | 21 (1)    | Galatasaray      |
|   | DF   | Sabri Sarıoğlu       | 26 de julho de 1984 (40 anos)     | 11 (1)    | Galatasaray      |
|   | DF   | Gökhan Zan           | 7 de setembro de 1981 (43 anos)   | 17 (0)    | Beşiktaş         |
|   | MF   | Ayhan Akman          | 23 de fevereiro de 1977 (48 anos) | 7 (0)     | Galatasaray      |
|   | MF   | Hamit Altıntop       | 8 de dezembro de 1982 (42 anos)   | 40 (2)    | Bayern Munich    |
|   | MF   | Mehmet Aurélio       | 15 de dezembro de 1977 (47 anos)  | 17 (1)    | Fenerbahçe       |
|   | MF   | Emre Belözoğlu       | 7 de setembro de 1980 (44 anos)   | 53 (4)    | Newcastle United |
|   | MF   | Mehmet Topal         | 3 de março de 1986 (39 anos)      | 1 (0)     | Galatasaray      |
|   | MF   | Tümer Metin          | 14 de outubro de 1974 (50 anos)   | 23 (7)    | Larissa          |
|   | MF   | Colin Kâzım-Richards | 26 de agosto de 1986 (38 anos)    | 1 (0)     | Fenerbahçe       |
|   | MF   | Arda Turan           | 30 de janeiro de 1987 (38 anos)   | 16 (0)    | Galatasaray      |
|   | AV   | Gökdeniz Karadeniz   | 11 de janeiro de 1980 (45 anos)   | 45 (6)    | Rubin Kazan      |
|   | AV   | Mevlüt Erdinç        | 25 de fevereiro de 1987 (38 anos) | 1 (0)     | Sochaux          |
|   | AV   | Nihat Kahveci        | 23 de novembro de 1979 (45 anos)  | 53 (14)   | Villarreal       |
|   | AV   | Tuncay Şanlı         | 16 de janeiro de 1982 (43 anos)   | 51 (14)   | Middlesbrough    |
|   | AV   | Semih Şentürk        | 29 de abril de 1983 (41 anos)     | 3 (0)     | Fenerbahçe       |

| - Nome: Federação Turca de Futebol - Fundação: 1923 - Afiliação à FIFA: 1923 - Confederação: UEFA (desde 1962) | 3ªª participação | 3ªª participação | 3ªª participação | 3ªª participação |    |    |    |       |
| - Nome: Federação Turca de Futebol - Fundação: 1923 - Afiliação à FIFA: 1923 - Confederação: UEFA (desde 1962) | 1960             | Não participou   | 1988             | Não participou   |    |    |    |       |
| - Nome: Federação Turca de Futebol - Fundação: 1923 - Afiliação à FIFA: 1923 - Confederação: UEFA (desde 1962) | 1964             | Não participou   | 1992             | Não participou   |    |    |    |       |
| - Nome: Federação Turca de Futebol - Fundação: 1923 - Afiliação à FIFA: 1923 - Confederação: UEFA (desde 1962) | 1968             | Não participou   | 1996             | Primeira Fase    |    |    |    |       |
| - Nome: Federação Turca de Futebol - Fundação: 1923 - Afiliação à FIFA: 1923 - Confederação: UEFA (desde 1962) | 1972             | Não participou   | 2000             | Quartos-final    |    |    |    |       |
| Classificação                                                                                                  | 1976             | Não participou   | 2004             | Não participou   |    |    |    |       |
| !1980 | Não participou   |                  |                  |                  |    |    |    |       |
| !1980 | 1984             | Não participou   |                  |                  |    |    |    |       |
| !1980 |                  |                  |                  |                  |    |    |    |       |
| !1980 |                  |                  |                  |                  |    |    |    |       |
| !1980 | \| \|            |                  |                  |                  |    |    |    |       |
| Ranking FIFA (Março-2008): 18º lugar                                                                           |                  |                  |                  |                  |    |    |    |       |
| Pts | J                | V                | E                | D                | GF | GC | SG | Aprov |
| |                  |                  |                  |                  |    |    |    |       |

|  |

| Camisa da equipe | Camisa da equipe | Camisa da equipe |
| Shorts da equipe |                  |                  |
| Meiões da equipe |                  |                  |
|                  |                  |                  |
| Oficial          |                  |                  |

| Camisa da equipe | Camisa da equipe | Camisa da equipe |
| Shorts da equipe |                  |                  |
| Meiões da equipe |                  |                  |
|                  |                  |                  |
| Alternativo      |                  |                  |

| # | Nome | Posição              | Idade                             | Internac. | Clube            |
| - | ---- | -------------------- | --------------------------------- | --------- | ---------------- |
|   | GR   | Volkan Demirel       | 27 de outubro de 1981 (43 anos)   | 19 (0)    | Fenerbahçe       |
|   | GR   | Rüştü Reçber         | 10 de maio de 1973 (51 anos)      | 128 (0)   | Beşiktaş         |
|   | GR   | Tolga Zengin         | 10 de outubro de 1983 (41 anos)   | 2 (0)     | Trabzonspor      |
|   | DF   | Emre Aşık            | 13 de dezembro de 1973 (51 anos)  | 26 (2)    | Galatasaray      |
|   | DF   | Hakan Balta          | 23 de março de 1983 (42 anos)     | 6 (1)     | Galatasaray      |
|   | DF   | Uğur Boral           | 14 de abril de 1982 (42 anos)     | 7 (0)     | Fenerbahçe       |
|   | DF   | Emre Güngör          | 1 de agosto de 1984 (40 anos)     | 1 (0)     | Galatasaray      |
|   | DF   | Servet Çetin         | 17 de março de 1981 (44 anos)     | 21 (1)    | Galatasaray      |
|   | DF   | Sabri Sarıoğlu       | 26 de julho de 1984 (40 anos)     | 11 (1)    | Galatasaray      |
|   | DF   | Gökhan Zan           | 7 de setembro de 1981 (43 anos)   | 17 (0)    | Beşiktaş         |
|   | MF   | Ayhan Akman          | 23 de fevereiro de 1977 (48 anos) | 7 (0)     | Galatasaray      |
|   | MF   | Hamit Altıntop       | 8 de dezembro de 1982 (42 anos)   | 40 (2)    | Bayern Munich    |
|   | MF   | Mehmet Aurélio       | 15 de dezembro de 1977 (47 anos)  | 17 (1)    | Fenerbahçe       |
|   | MF   | Emre Belözoğlu       | 7 de setembro de 1980 (44 anos)   | 53 (4)    | Newcastle United |
|   | MF   | Mehmet Topal         | 3 de março de 1986 (39 anos)      | 1 (0)     | Galatasaray      |
|   | MF   | Tümer Metin          | 14 de outubro de 1974 (50 anos)   | 23 (7)    | Larissa          |
|   | MF   | Colin Kâzım-Richards | 26 de agosto de 1986 (38 anos)    | 1 (0)     | Fenerbahçe       |
|   | MF   | Arda Turan           | 30 de janeiro de 1987 (38 anos)   | 16 (0)    | Galatasaray      |
|   | AV   | Gökdeniz Karadeniz   | 11 de janeiro de 1980 (45 anos)   | 45 (6)    | Rubin Kazan      |
|   | AV   | Mevlüt Erdinç        | 25 de fevereiro de 1987 (38 anos) | 1 (0)     | Sochaux          |
|   | AV   | Nihat Kahveci        | 23 de novembro de 1979 (45 anos)  | 53 (14)   | Villarreal       |
|   | AV   | Tuncay Şanlı         | 16 de janeiro de 1982 (43 anos)   | 51 (14)   | Middlesbrough    |
|   | AV   | Semih Şentürk        | 29 de abril de 1983 (41 anos)     | 3 (0)     | Fenerbahçe       |

| - Nome: Associação Suíça de Futebol - Fundação: 1895 - Afiliação à FIFA: 1904 - Confederação: UEFA (desde 1954) | 3ª participação (2 consecutivas) | 3ª participação (2 consecutivas) | 3ª participação (2 consecutivas) | 3ª participação (2 consecutivas) |    |    |    |       |
| - Nome: Associação Suíça de Futebol - Fundação: 1895 - Afiliação à FIFA: 1904 - Confederação: UEFA (desde 1954) | 1960                             | Não participou                   | 1988                             | Não participou                   |    |    |    |       |
| - Nome: Associação Suíça de Futebol - Fundação: 1895 - Afiliação à FIFA: 1904 - Confederação: UEFA (desde 1954) | 1964                             | Não participou                   | 1992                             | Não participou                   |    |    |    |       |
| - Nome: Associação Suíça de Futebol - Fundação: 1895 - Afiliação à FIFA: 1904 - Confederação: UEFA (desde 1954) | 1968                             | Não participou                   | 1996                             | Primeira Fase                    |    |    |    |       |
| - Nome: Associação Suíça de Futebol - Fundação: 1895 - Afiliação à FIFA: 1904 - Confederação: UEFA (desde 1954) | 1972                             | Não participou                   | 2000                             | Não participou                   |    |    |    |       |
| Classificação                                                                                                   | 1976                             | Não participou                   | 2004                             | Primeira Fase                    |    |    |    |       |
| !1980 | Não participou                   |                                  |                                  |                                  |    |    |    |       |
| !1980 | 1984                             | Não participou                   |                                  |                                  |    |    |    |       |
| !1980 |                                  |                                  |                                  |                                  |    |    |    |       |
| !1980 |                                  |                                  |                                  |                                  |    |    |    |       |
| !1980 | \| \|                            |                                  |                                  |                                  |    |    |    |       |
| Ranking FIFA (Março-2008): 40º lugar                                                                            |                                  |                                  |                                  |                                  |    |    |    |       |
| Pts | J                                | V                                | E                                | D                                | GF | GC | SG | Aprov |
| |                                  |                                  |                                  |                                  |    |    |    |       |

|  |

| Camisa da equipe | Camisa da equipe | Camisa da equipe |
| Shorts da equipe |                  |                  |
| Meiões da equipe |                  |                  |
|                  |                  |                  |
| Oficial          |                  |                  |

| Camisa da equipe | Camisa da equipe | Camisa da equipe |
| Shorts da equipe |                  |                  |
| Meiões da equipe |                  |                  |
|                  |                  |                  |
| Alternativo      |                  |                  |

| #  | Nome | Posição              | Idade                             | Internac. | Clube               |
| -- | ---- | -------------------- | --------------------------------- | --------- | ------------------- |
| 1  | GR   | Diego Benaglio       | 8 de setembro de 1983 (41 anos)   | 8 (0)     | Wolfsburg           |
| 2  | DF   | Johan Djourou        | 21 de janeiro de 1987 (38 anos)   | 11 (0)    | Arsenal             |
| 3  | DF   | Ludovic Magnin       | 20 de abril de 1979 (45 anos)     | 45 (3)    | Stuttgart           |
| 4  | DF   | Philippe Senderos    | 14 de fevereiro de 1985 (40 anos) | 23 (3)    | Arsenal             |
| 5  | DF   | Stephan Lichtsteiner | 16 de janeiro de 1984 (41 anos)   | 5 (0)     | Lille               |
| 6  | MF   | Benjamin Huggel      | 7 de julho de 1977 (47 anos)      | 22 (0)    | FC Basel            |
| 7  | MF   | Ricardo Cabanas      | 29 de abril de 1979 (45 anos)     | 47 (4)    | Grasshoppers        |
| 8  | MF   | Gökhan İnler         | 27 de junho de 1984 (40 anos)     | 13 (1)    | Udinese             |
| 9  | AV   | Alexander Frei       | 15 de julho de 1979 (45 anos)     | 56 (32)   | Borussia Dortmund   |
| 10 | MF   | Hakan Yakın          | 22 de fevereiro de 1977 (48 anos) | 61 (15)   | Young Boys          |
| 11 | AV   | Marco Streller       | 26 de junho de 1981 (43 anos)     | 25 (11)   | FC Basel            |
| 12 | AV   | Eren Derdiyok        | 12 de junho de 1988 (36 anos)     | 1 (1)     | FC Basel            |
| 13 | DF   | Stéphane Grichting   | 29 de março de 1979 (45 anos)     | 12 (0)    | Auxerre             |
| 14 | MF   | Daniel Gygax         | 28 de agosto de 1981 (43 anos)    | 30 (5)    | Metz                |
| 15 | MF   | Gelson Fernandes     | 2 de setembro de 1986 (38 anos)   | 4 (0)     | Manchester City     |
| 16 | MF   | Tranquillo Barnetta  | 22 de maio de 1985 (39 anos)      | 30 (6)    | Bayer Leverkusen    |
| 17 | DF   | Christoph Spycher    | 30 de março de 1978 (46 anos)     | 33 (0)    | Eintracht Frankfurt |
| 18 | GR   | Pascal Zuberbühler   | 8 de janeiro de 1971 (54 anos)    | 50 (0)    | Neuchâtel Xamax     |
| 19 | MF   | Valon Behrami        | 19 de abril de 1985 (39 anos)     | 12 (1)    | Lazio               |
| 20 | DF   | Patrick Müller       | 31 de dezembro de 1976 (48 anos)  | 76 (3)    | Lyon                |
| 21 | GR   | Eldin Jakupović      | 2 de outubro de 1984 (40 anos)    | 0 (0)     | Grasshoppers        |
| 22 | AV   | Johan Vonlanthen     | 1 de fevereiro de 1986 (39 anos)  | 26 (5)    | Red Bull Salzburg   |
| 23 | DF   | Philipp Degen        | 25 de fevereiro de 1983 (42 anos) | 26 (0)    | Borussia Dortmund   |

| - Nome: Federação Turca de Futebol - Fundação: 1923 - Afiliação à FIFA: 1923 - Confederação: UEFA (desde 1962) | 3ªª participação | 3ªª participação | 3ªª participação | 3ªª participação |    |    |    |       |
| - Nome: Federação Turca de Futebol - Fundação: 1923 - Afiliação à FIFA: 1923 - Confederação: UEFA (desde 1962) | 1960             | Não participou   | 1988             | Não participou   |    |    |    |       |
| - Nome: Federação Turca de Futebol - Fundação: 1923 - Afiliação à FIFA: 1923 - Confederação: UEFA (desde 1962) | 1964             | Não participou   | 1992             | Não participou   |    |    |    |       |
| - Nome: Federação Turca de Futebol - Fundação: 1923 - Afiliação à FIFA: 1923 - Confederação: UEFA (desde 1962) | 1968             | Não participou   | 1996             | Primeira Fase    |    |    |    |       |
| - Nome: Federação Turca de Futebol - Fundação: 1923 - Afiliação à FIFA: 1923 - Confederação: UEFA (desde 1962) | 1972             | Não participou   | 2000             | Quartos-final    |    |    |    |       |
| Classificação                                                                                                  | 1976             | Não participou   | 2004             | Não participou   |    |    |    |       |
| !1980 | Não participou   |                  |                  |                  |    |    |    |       |
| !1980 | 1984             | Não participou   |                  |                  |    |    |    |       |
| !1980 |                  |                  |                  |                  |    |    |    |       |
| !1980 |                  |                  |                  |                  |    |    |    |       |
| !1980 | \| \|            |                  |                  |                  |    |    |    |       |
| Ranking FIFA (Março-2008): 18º lugar                                                                           |                  |                  |                  |                  |    |    |    |       |
| Pts | J                | V                | E                | D                | GF | GC | SG | Aprov |
| |                  |                  |                  |                  |    |    |    |       |

|  |

| Camisa da equipe | Camisa da equipe | Camisa da equipe |
| Shorts da equipe |                  |                  |
| Meiões da equipe |                  |                  |
|                  |                  |                  |
| Oficial          |                  |                  |

| Camisa da equipe | Camisa da equipe | Camisa da equipe |
| Shorts da equipe |                  |                  |
| Meiões da equipe |                  |                  |
|                  |                  |                  |
| Alternativo      |                  |                  |

| # | Nome | Posição              | Idade                             | Internac. | Clube            |
| - | ---- | -------------------- | --------------------------------- | --------- | ---------------- |
|   | GR   | Volkan Demirel       | 27 de outubro de 1981 (43 anos)   | 19 (0)    | Fenerbahçe       |
|   | GR   | Rüştü Reçber         | 10 de maio de 1973 (51 anos)      | 128 (0)   | Beşiktaş         |
|   | GR   | Tolga Zengin         | 10 de outubro de 1983 (41 anos)   | 2 (0)     | Trabzonspor      |
|   | DF   | Emre Aşık            | 13 de dezembro de 1973 (51 anos)  | 26 (2)    | Galatasaray      |
|   | DF   | Hakan Balta          | 23 de março de 1983 (42 anos)     | 6 (1)     | Galatasaray      |
|   | DF   | Uğur Boral           | 14 de abril de 1982 (42 anos)     | 7 (0)     | Fenerbahçe       |
|   | DF   | Emre Güngör          | 1 de agosto de 1984 (40 anos)     | 1 (0)     | Galatasaray      |
|   | DF   | Servet Çetin         | 17 de março de 1981 (44 anos)     | 21 (1)    | Galatasaray      |
|   | DF   | Sabri Sarıoğlu       | 26 de julho de 1984 (40 anos)     | 11 (1)    | Galatasaray      |
|   | DF   | Gökhan Zan           | 7 de setembro de 1981 (43 anos)   | 17 (0)    | Beşiktaş         |
|   | MF   | Ayhan Akman          | 23 de fevereiro de 1977 (48 anos) | 7 (0)     | Galatasaray      |
|   | MF   | Hamit Altıntop       | 8 de dezembro de 1982 (42 anos)   | 40 (2)    | Bayern Munich    |
|   | MF   | Mehmet Aurélio       | 15 de dezembro de 1977 (47 anos)  | 17 (1)    | Fenerbahçe       |
|   | MF   | Emre Belözoğlu       | 7 de setembro de 1980 (44 anos)   | 53 (4)    | Newcastle United |
|   | MF   | Mehmet Topal         | 3 de março de 1986 (39 anos)      | 1 (0)     | Galatasaray      |
|   | MF   | Tümer Metin          | 14 de outubro de 1974 (50 anos)   | 23 (7)    | Larissa          |
|   | MF   | Colin Kâzım-Richards | 26 de agosto de 1986 (38 anos)    | 1 (0)     | Fenerbahçe       |
|   | MF   | Arda Turan           | 30 de janeiro de 1987 (38 anos)   | 16 (0)    | Galatasaray      |
|   | AV   | Gökdeniz Karadeniz   | 11 de janeiro de 1980 (45 anos)   | 45 (6)    | Rubin Kazan      |
|   | AV   | Mevlüt Erdinç        | 25 de fevereiro de 1987 (38 anos) | 1 (0)     | Sochaux          |
|   | AV   | Nihat Kahveci        | 23 de novembro de 1979 (45 anos)  | 53 (14)   | Villarreal       |
|   | AV   | Tuncay Şanlı         | 16 de janeiro de 1982 (43 anos)   | 51 (14)   | Middlesbrough    |
|   | AV   | Semih Şentürk        | 29 de abril de 1983 (41 anos)     | 3 (0)     | Fenerbahçe       |

| - Nome: Federação Turca de Futebol - Fundação: 1923 - Afiliação à FIFA: 1923 - Confederação: UEFA (desde 1962) | 3ªª participação | 3ªª participação | 3ªª participação | 3ªª participação |    |    |    |       |
| - Nome: Federação Turca de Futebol - Fundação: 1923 - Afiliação à FIFA: 1923 - Confederação: UEFA (desde 1962) | 1960             | Não participou   | 1988             | Não participou   |    |    |    |       |
| - Nome: Federação Turca de Futebol - Fundação: 1923 - Afiliação à FIFA: 1923 - Confederação: UEFA (desde 1962) | 1964             | Não participou   | 1992             | Não participou   |    |    |    |       |
| - Nome: Federação Turca de Futebol - Fundação: 1923 - Afiliação à FIFA: 1923 - Confederação: UEFA (desde 1962) | 1968             | Não participou   | 1996             | Primeira Fase    |    |    |    |       |
| - Nome: Federação Turca de Futebol - Fundação: 1923 - Afiliação à FIFA: 1923 - Confederação: UEFA (desde 1962) | 1972             | Não participou   | 2000             | Quartos-final    |    |    |    |       |
| Classificação                                                                                                  | 1976             | Não participou   | 2004             | Não participou   |    |    |    |       |
| !1980 | Não participou   |                  |                  |                  |    |    |    |       |
| !1980 | 1984             | Não participou   |                  |                  |    |    |    |       |
| !1980 |                  |                  |                  |                  |    |    |    |       |
| !1980 |                  |                  |                  |                  |    |    |    |       |
| !1980 | \| \|            |                  |                  |                  |    |    |    |       |
| Ranking FIFA (Março-2008): 18º lugar                                                                           |                  |                  |                  |                  |    |    |    |       |
| Pts | J                | V                | E                | D                | GF | GC | SG | Aprov |
| |                  |                  |                  |                  |    |    |    |       |

|  |

| Camisa da equipe | Camisa da equipe | Camisa da equipe |
| Shorts da equipe |                  |                  |
| Meiões da equipe |                  |                  |
|                  |                  |                  |
| Oficial          |                  |                  |

| Camisa da equipe | Camisa da equipe | Camisa da equipe |
| Shorts da equipe |                  |                  |
| Meiões da equipe |                  |                  |
|                  |                  |                  |
| Alternativo      |                  |                  |

| # | Nome | Posição              | Idade                             | Internac. | Clube            |
| - | ---- | -------------------- | --------------------------------- | --------- | ---------------- |
|   | GR   | Volkan Demirel       | 27 de outubro de 1981 (43 anos)   | 19 (0)    | Fenerbahçe       |
|   | GR   | Rüştü Reçber         | 10 de maio de 1973 (51 anos)      | 128 (0)   | Beşiktaş         |
|   | GR   | Tolga Zengin         | 10 de outubro de 1983 (41 anos)   | 2 (0)     | Trabzonspor      |
|   | DF   | Emre Aşık            | 13 de dezembro de 1973 (51 anos)  | 26 (2)    | Galatasaray      |
|   | DF   | Hakan Balta          | 23 de março de 1983 (42 anos)     | 6 (1)     | Galatasaray      |
|   | DF   | Uğur Boral           | 14 de abril de 1982 (42 anos)     | 7 (0)     | Fenerbahçe       |
|   | DF   | Emre Güngör          | 1 de agosto de 1984 (40 anos)     | 1 (0)     | Galatasaray      |
|   | DF   | Servet Çetin         | 17 de março de 1981 (44 anos)     | 21 (1)    | Galatasaray      |
|   | DF   | Sabri Sarıoğlu       | 26 de julho de 1984 (40 anos)     | 11 (1)    | Galatasaray      |
|   | DF   | Gökhan Zan           | 7 de setembro de 1981 (43 anos)   | 17 (0)    | Beşiktaş         |
|   | MF   | Ayhan Akman          | 23 de fevereiro de 1977 (48 anos) | 7 (0)     | Galatasaray      |
|   | MF   | Hamit Altıntop       | 8 de dezembro de 1982 (42 anos)   | 40 (2)    | Bayern Munich    |
|   | MF   | Mehmet Aurélio       | 15 de dezembro de 1977 (47 anos)  | 17 (1)    | Fenerbahçe       |
|   | MF   | Emre Belözoğlu       | 7 de setembro de 1980 (44 anos)   | 53 (4)    | Newcastle United |
|   | MF   | Mehmet Topal         | 3 de março de 1986 (39 anos)      | 1 (0)     | Galatasaray      |
|   | MF   | Tümer Metin          | 14 de outubro de 1974 (50 anos)   | 23 (7)    | Larissa          |
|   | MF   | Colin Kâzım-Richards | 26 de agosto de 1986 (38 anos)    | 1 (0)     | Fenerbahçe       |
|   | MF   | Arda Turan           | 30 de janeiro de 1987 (38 anos)   | 16 (0)    | Galatasaray      |
|   | AV   | Gökdeniz Karadeniz   | 11 de janeiro de 1980 (45 anos)   | 45 (6)    | Rubin Kazan      |
|   | AV   | Mevlüt Erdinç        | 25 de fevereiro de 1987 (38 anos) | 1 (0)     | Sochaux          |
|   | AV   | Nihat Kahveci        | 23 de novembro de 1979 (45 anos)  | 53 (14)   | Villarreal       |
|   | AV   | Tuncay Şanlı         | 16 de janeiro de 1982 (43 anos)   | 51 (14)   | Middlesbrough    |
|   | AV   | Semih Şentürk        | 29 de abril de 1983 (41 anos)     | 3 (0)     | Fenerbahçe       |